# Basilica di Sant'Andrea (Vercelli)
La basilica di Sant'Andrea è uno dei monumenti più importanti e conosciuti di Vercelli. È il primo monumento gotico del Piemonte, uno dei più precoci d’Italia in questo stile, un esempio di architettura romanica-gotica, in cui convivono il romanico locale e le novità del gotico cistercense. Ha la dignità di basilica minore.
Fu iniziata nel 1219 per volontà del cardinale Guala Bicchieri e completata nel 1227. In essa si fondono in modo paradigmatico la tradizione romanica (rintracciabile nella facciata a capanna e nelle loggette ad archetti) e i nuovi influssi del gotico europeo. La facciata stretta tra due torri (caso piuttosto raro in Italia settentrionale) presenta tre portali strombati. Due fasci di colonnine attorniano il portale di centro e sfociano nel più basso dei due ordini di loggette che separano la facciata vera e propria da un frontone triangolare di ispirazione classicheggiante. L'ampio rosone è posto all'incrocio delle diagonali che fendono la facciata. Il tracciato è razionalmente proporzionato, "lucido come un teorema e tuttavia pieno di contenuta tensione; o come una verità logica intuita nell'estasi" (Giulio Carlo Argan). Di valore la qualità cromatica dei materiali usati: c'è il bianco dell'intonaco, il rosso del mattone, il verde delle sagomature. All'esterno spiccano il tiburio ottagonale, sormontato da un'alta lanterna, e gli archi rampanti.
Geza de Francovich attribuisce la lunetta del portale centrale della basilica (che rappresenta il martirio che l'apostolo Andrea subì in croce a Patrasso) all'architetto e scultore Benedetto Antelami, mentre Argan attribuisce ad Antelami l'intera progettazione.
L'interno è a croce latina commissa, mentre il coro ha forma rettangolare.

## Storia

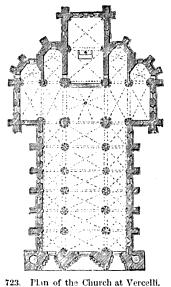
Planimetria della basilica di Sant'Andrea

La basilica fu edificata tra il 1219 ed il 1227 per iniziativa del cardinale Guala Bicchieri. La prima pietra fu posta alla presenza del vescovo Ugone il 19 febbraio 1219. Il cardinale era da poco tornato dall'Inghilterra dove, nel suo ruolo di legato pontificio, si era guadagnato la stima e la gratitudine del re Enrico III, al punto da ottenere come ricompensa le rendite in perpetuo dell'abbazia di Saint Andrew a Chesterton, Cambridge. In virtù delle risorse finanziarie disponibili il cardinale convocò da Parigi a Vercelli alcuni canonici regolari della congregazione di San Vittore e affidò loro la titolarità della edificanda abbazia, nonché dell'ospedale per i pellegrini di cui si iniziò la costruzione nel 1224. Furono verosimilmente tali canonici, ed in particolare l'abate Tommaso Gallo - già docente all'Università di Parigi - ad importare in terra vercellese le novità dell'architettura gotica nata nell'Île-de-France.
Sfruttando le proprie doti diplomatiche, negli anni successivi il cardinale riuscì a proteggere ed aumentare i possedimenti dell'abbazia mediante donazioni e privilegi provenienti dal papa Onorio III e dall'imperatore Federico II (suo è il diploma di protezione emanato nel 1226). Nel 1227, anno in cui la basilica fu terminata, il cardinale Bicchieri si spense a Roma.
Non si sa quale architetto progettò la basilica e coordinò i lavori, pur essendosi congetturato un ruolo attivo di Tommaso Gallo in quanto conoscitore del gotico francese, mentre secondo Argan l'architetto potrebbe essere Benedetto Antelami. Bisogna in ogni caso ipotizzare, oltre all'opera di architetti consapevoli dei modelli cistercensi, anche l'intervento di costruttori legati alla tradizione romanica lombardo emiliana, fortemente presente.
Il complesso architettonico abbaziale ha conservato in ampia misura l'aspetto originale. All'inizio del XV secolo venne costruito, in posizione isolata sul lato destro della chiesa, un nuovo campanile che ha il medesimo stile dei due campanili posti a fianco della facciata. Nel corso del XVI secolo – quando già ai canonici di San Vittore erano subentrati i canonici regolari lateranensi - venne rifatto il chiostro del monastero, conservando tuttavia le originali colonnine disposte a gruppi di quattro che si osservano ancora oggi.
Con atto deliberativo della giunta municipale del 09.06.1987 il professore Giacomo Donato del Politecnico di Torino ha predisposto il consolidamento della facciata, fronte il sagrato. L'architetto Valter Vijno di Torino per l'occasione ha provveduto al rilievo di precisione da cui emerse un principio di rotazione delle due torri.
Il complesso ha subito danneggiamenti legati, oltre che all'usura del tempo, ad alcuni eventi bellici, quali l'assedio spagnolo di Vercelli nel 1617. Nel 1818 la commissione per il restauro del complesso ne affidò la realizzazione a Carlo Emanuele Arborio Mella; i lavori terminarono nel 1840. Fu nel corso di tali restauri che venne ritrovato lo Scrinium (cofano da viaggio) del cardinale Guala Bicchieri oggi conservato al Museo civico d'arte antica di Torino. Altri interventi di restauro ebbero luogo nel 1927 e nel 1955-60.

## Descrizione

### Architettura
La pianta della basilica è a croce latina commissa, con tre navate longitudinali formate ciascuna da sei campate; le due navate laterali hanno larghezza ed altezza inferiore di quella centrale. Guardando la chiesa dall'esterno, si osserva che la navata laterale destra è percorsa da contrafforti, dai quali salgono archi rampanti (elementi tipici dell'architettura gotica) che si appoggiano alla navata centrale. Il transetto, a cinque campate, ha la stessa larghezza ed altezza della navata centrale. Al loro incrocio si innalza un alto tiburio a base ottagonale, sormontato da una torre campanaria, anch'essa ottagonale, che termina in una cuspide piramidale in laterizio.
L'abside è a pianta rettangolare, tipica del gotico cistercense; dall'esterno essa si presenta fiancheggiata dalle sporgenze absidate a profilo poligonale di quattro cappelle che si aprono sui bracci del transetto.

### Esterno

#### Facciata

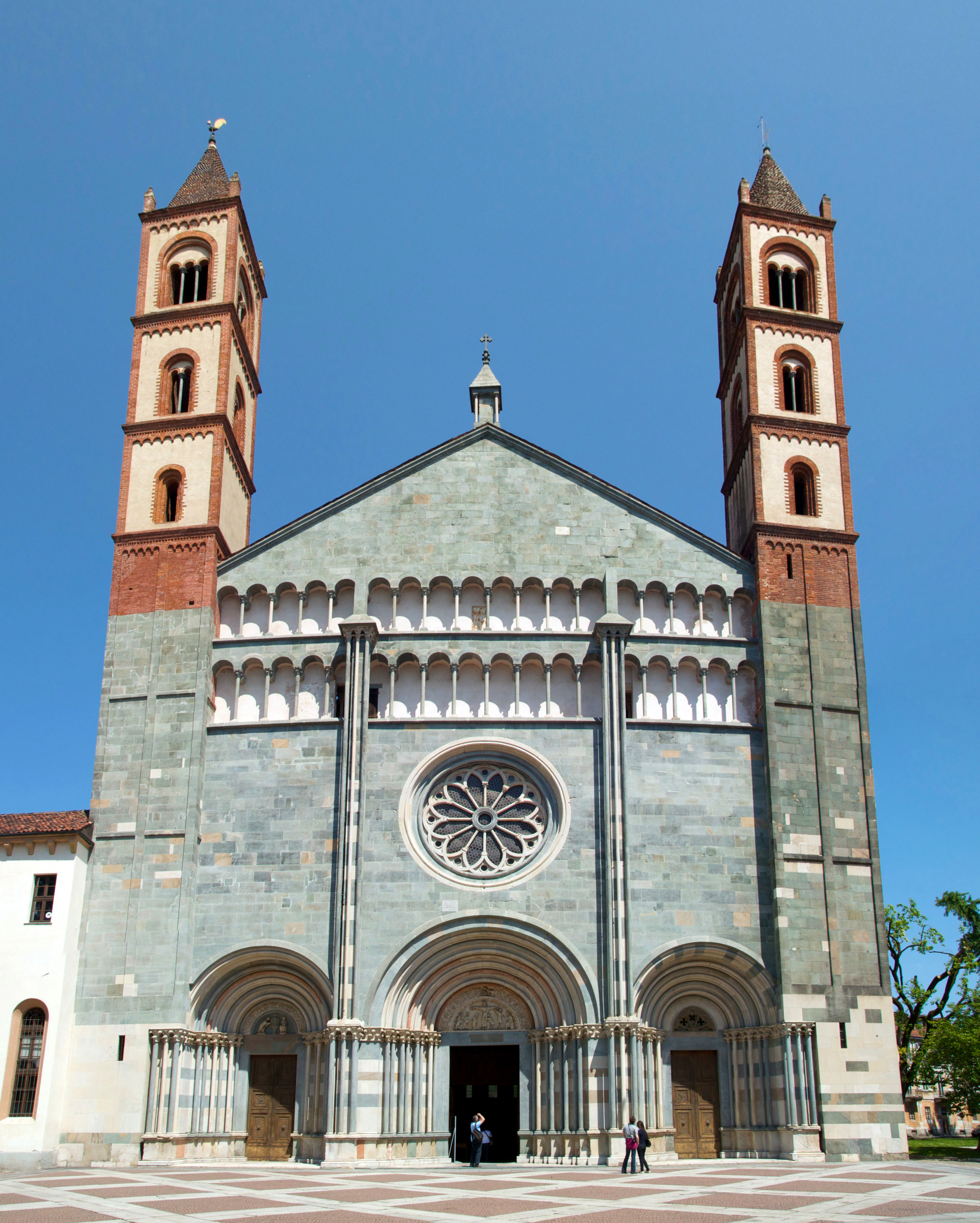
La facciata

La facciata della basilica si lascia ammirare per il suo equilibrio cromatico, ottenuto grazie all'impiego di pietra verde di Pralungo, di bionda calcarenite del Monferrato e di serpentino di Oria in Valsolda. A queste sfumature si contrappone il rosso del cotto ed il bianco dell'intonaco nella parte alta dei due campanili gemelli che incorniciano la facciata, in linea con la cifra cromatica dell'intera basilica.
La forma della facciata mostra il tributo all'architettura romanica lombardo-emiliana stante la presenza di elementi quali il tetto a capanna, i portali con archi a tutto sesto, il doppio ordine di loggette e il grande rosone con rosa a dodici colonnine.
Due snelli pilastri a fascio incorniciano il portale centrale ed il rosone sovrastante. Due ordini di loggette con colonnine e capitelli a crochet attraversano la facciata da un campanile all'altro e delimitano inferiormente il timpano, al vertice del quale è posta una elegante edicoletta.
I due campanili laterali impiegano sin quasi all'altezza del timpano lo stesso materiale costruttivo in pietra che connota la facciata, poi mostrano una struttura in laterizio e proseguono verso l'alto con specchiature intonacate con colore bianco (aperte dalla usuale successione di monofore, bifore e trifore) e con rosse cornici marcapiano ornate da archetti pensili in cotto. Le cuspidi piramidali dei due campanili sono formati da mattoni scuri; su quella di sinistra è posto un gallo in ferro battuto e rame, simbolo della vigilanza, su quella di destra svetta la croce di Sant'Andrea.

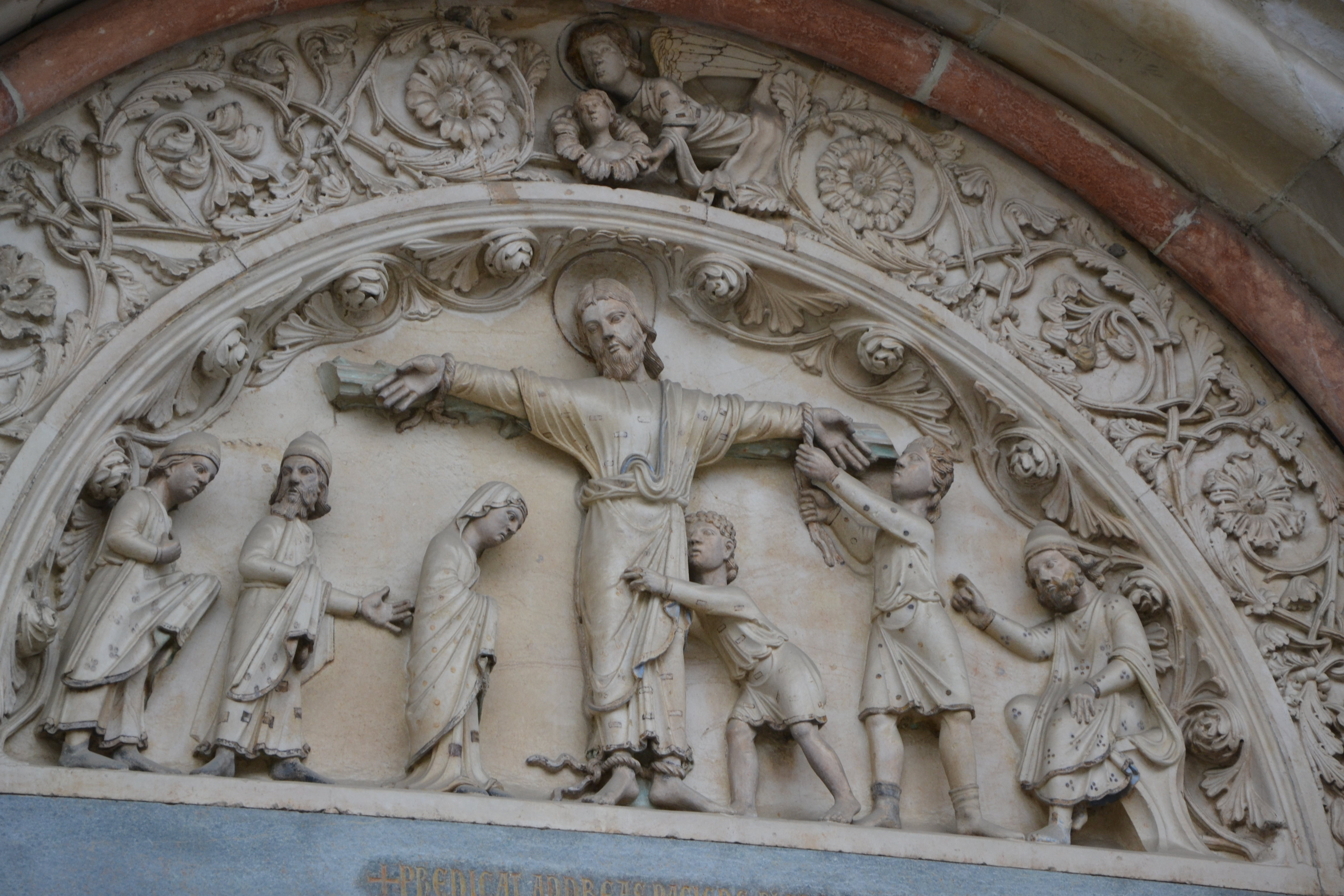
Rilievo della lunetta centrale con il Martirio di Sant'Andrea

Alla basilica si accede attraverso tre portali di foggia romanica marcatamente strombati ed ornati da quattro ordini di colonnine binate e da archi con sfumature di colore diverso (vi è impiegato anche il marmo rosso di Verona).
Di grande interesse artistico sono i rilievi scultorei posti nella lunetta del portale centrale ed in quella del portale di sinistra, risalenti agli anni di costruzione della chiesa. La lunetta centrale mostra (come la scritta a caratteri semigotici incisa sull'architrave puntualmente indica) la scena del Martirio di Sant'Andrea. Al centro si osserva la figura di Sant'Andrea crocifisso a una croce di rozza fattura, in forme che imitano la Crocifissione di Gesù; a destra proconsole d'Acaia Egea ordina a due suoi sgherri l'esecuzione del martirio; a sinistra la vergine cristiana che diede sepoltura al corpo del santo assieme due fedeli; nell'archivolto, impreziosito da decorazioni floreali, è rappresentato un angelo che porta in cielo l'anima del santo.

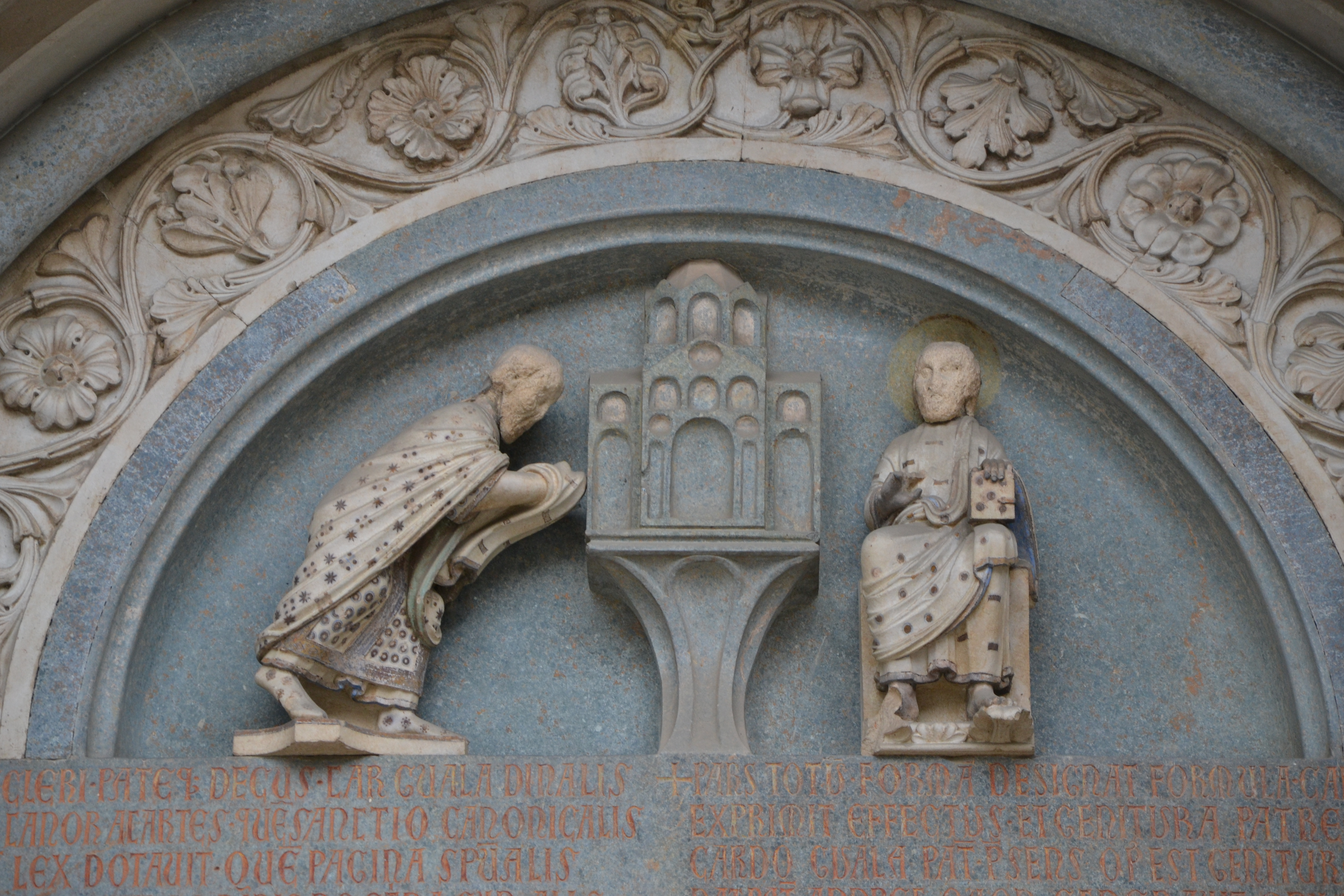
Guala Bicchieri che offre la chiesa a Sant'Andrea in trono

Nella lunetta di sinistra, restaurata nell'Ottocento, si osserva la scena del cardinale Guala Bicchieri che offre la chiesa a Sant'Andrea in trono. Una scritta dedicatoria incisa sull'architrave inizia col verso Lux cleri patriaeque decus e prosegue con un ampio elogio delle virtù del cardinale, il che induce a pensare che il rilievo sia stato realizzato dopo il 1227, anno di morte del Bicchieri. 
La lunetta di destra presenta una decorazione (non corrispondente all'originale) con colonnine disposte a raggiera ed archi trilobati.
L'autore dei due gruppi scultorei forse è individuabile in Benedetto Antelami o, più verosimilmente, in maestri seguaci dell'Antelami, provenienti dal cantiere del battistero di Parma.

#### Elementi decorativi esterni

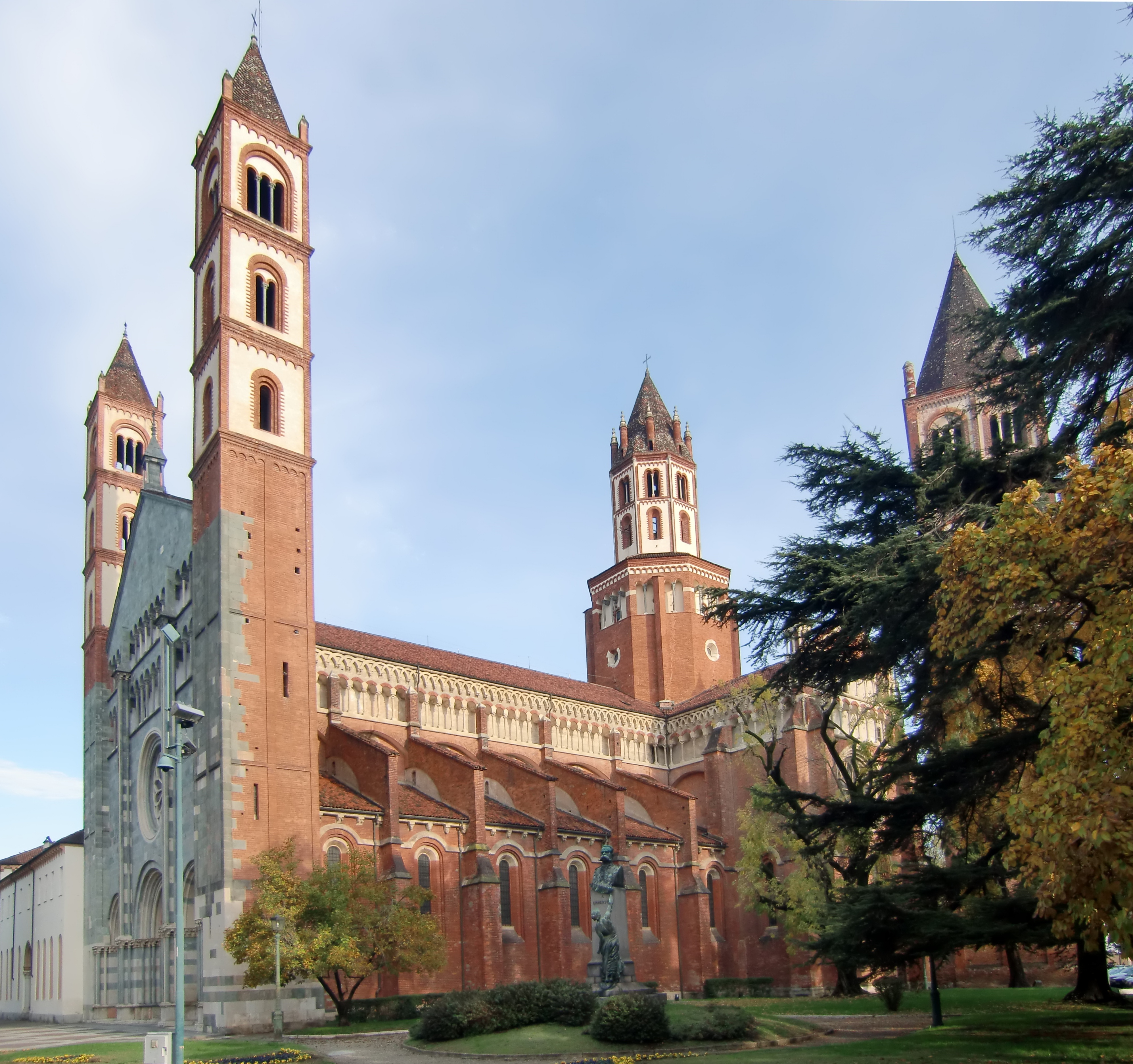
Veduta del lato destro della Basilica

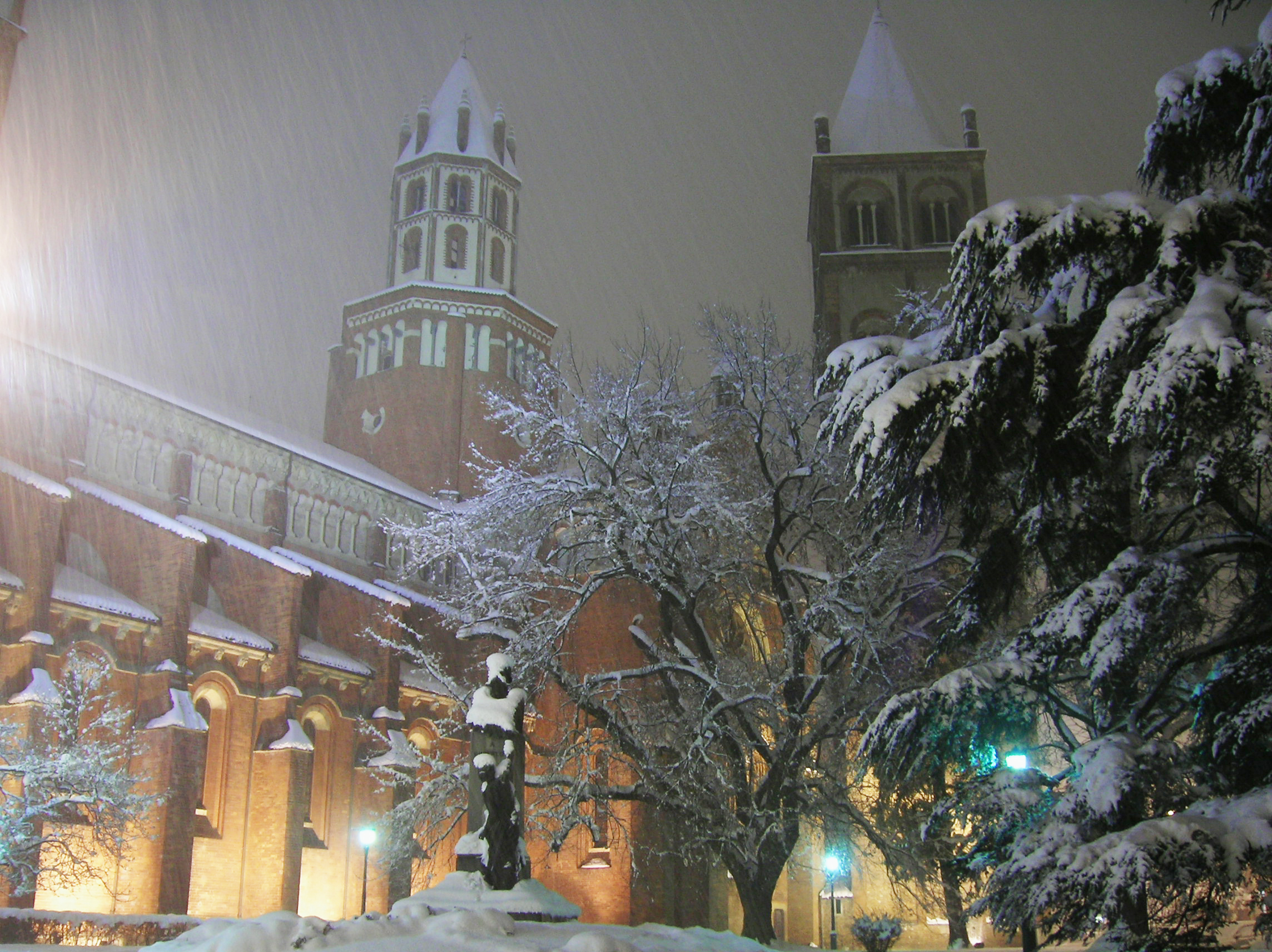
La basilica sotto la neve

La poderosa mole della fabbrica si alleggerisce e trova una sobria eleganza grazie ad un insieme di elementi decorativi e di colori che le conferiscono un aspetto suggestivo. Lungo tutto il perimetro corre una galleria con colonnine e capitelli a crochet che prolunga idealmente la loggetta inferiore della facciata; essa è sormontata da una decorazione ad archetti pensili incrociati a due a due che poggiano su mensole scolpite con figure di teste, di animali fantastici e motivi vegetali. Tali elementi compongono sotto la falda del tetto una fascia di colore bianco che si staglia per contrasto sul rosso dei mattoni.
Il contrappunto tra il bianco ed il rosso connota anche l'aspetto del tiburio (anch'esso ingentilito da una loggetta formata da esili colonnine) e quello della torre campanaria che lo sovrasta, con le sue specchiature bianche aperte da monofore e da bifore e con le rosse cornici marcapiano che ne segnano l'altezza, sino a giungere alla scura cuspide finale ed ai pinnacoli che la circondano.
Elementi decorativi simili tra la loro, con due loggette sovrapposte ed edicole ai vertici del timpano, ornano all'esterno le estremità dei bracci del transetto e l'abside; su quest'ultima sono degni di nota il rosone e le tre grandi monofore a doppia strombatura.
Anche il campanile che si innalza un po' staccato sul lato destro della chiesa, il più alto della città con i suoi 65 metri di altezza, in posizione leggermente obliqua rispetto al transetto destro, pur essendo stato costruito agli inizi del XV secolo, presenta forme e colori che si fondono armonicamente con quelle della basilica.

### Interno

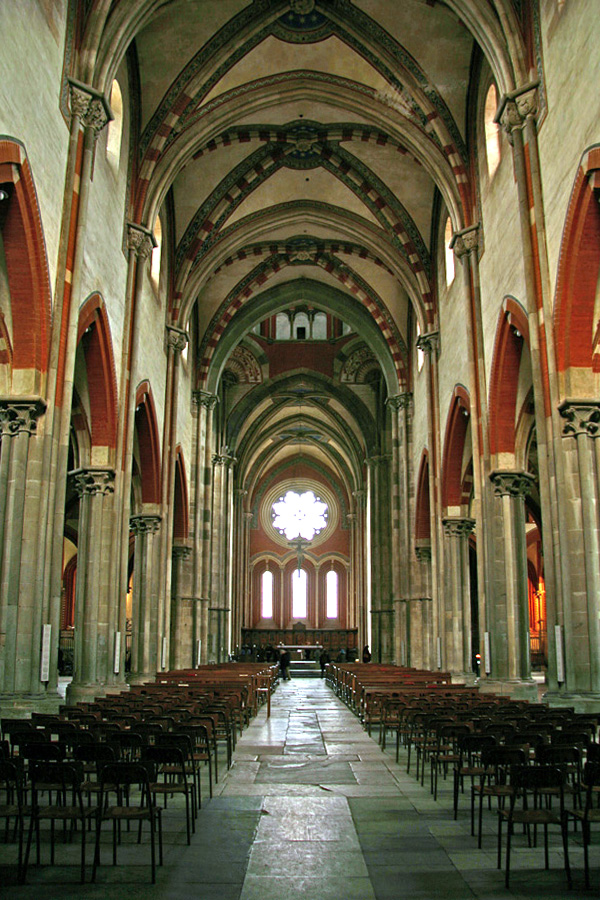
Veduta della navata maggiore

Una schietta impronta gotica caratterizza l'interno della basilica, con le sue tre navate, il transetto, l'alto tiburio ed il coro.
Le tre navate sono divise tra loro da architorta sorretti da pilastri a fascio con un elemento centrale cilindrico circondato da otto colonnine, le cui membrature risalgono lungo le pareti sino a congiungersi con i costoloni delle volte a crociera gotica che segnano le diverse campate, rettangolari nella navata centrale, quadrate in quelle laterali. Gli spazi interni sono messi in risalto dalla bicromia delle ghiere e delle diverse membrature. Si crea così, assieme al rosso degli archi ogivali, un deciso contrasto cromatico con il bianco delle nude pareti, producendo una sottolineatura delle strutture architettoniche di grande suggestione.
La navata destra prende luce da sei monofore, mentre quella di sinistra è illuminata da altrettanti oculi aperti sul lato del chiostro. Su ognuno dei due bracci del transetto si aprono due cappelle absidate.

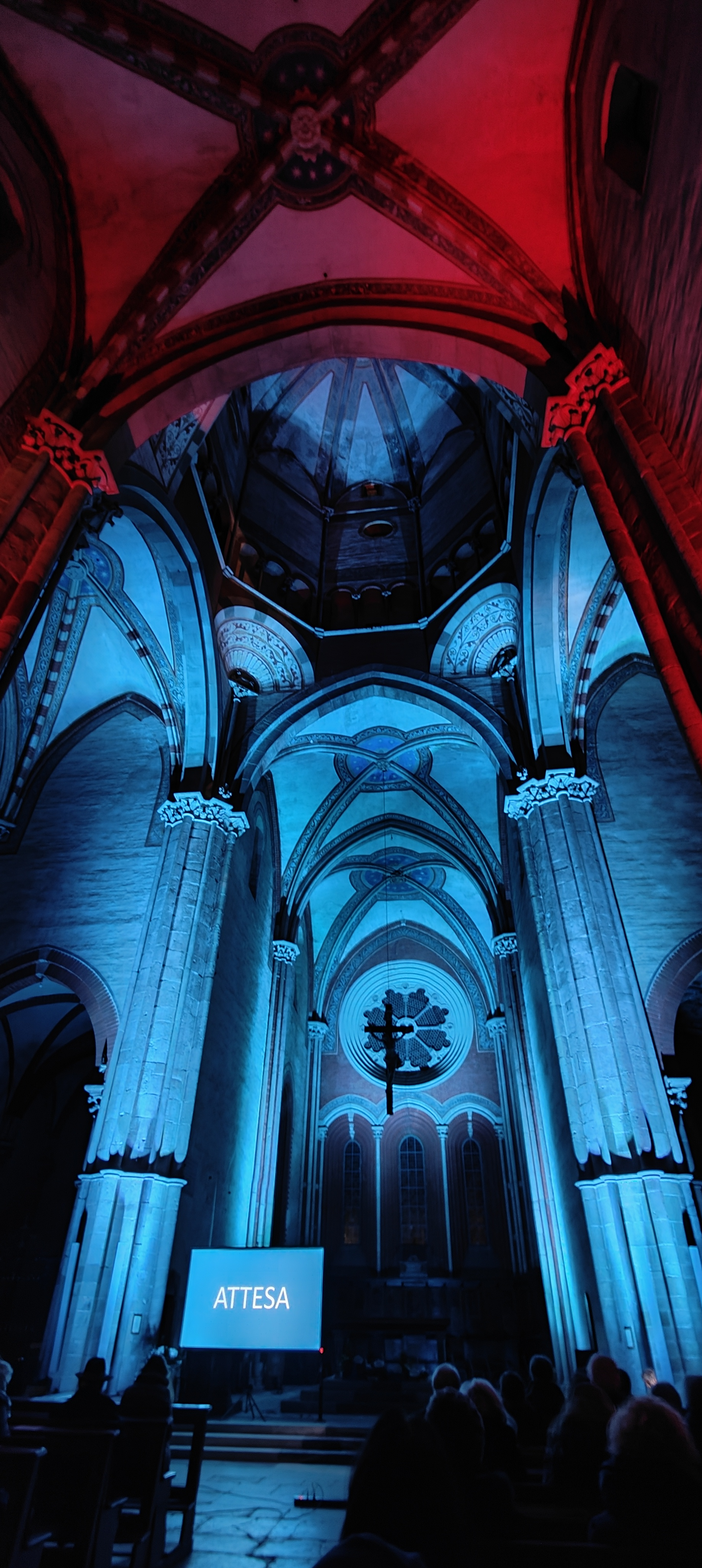
L'interno della cupola risaltato dalle luci durante la serata per Sant'Andrea (2 dicembre 2023)

All'incrocio tra la navata centrale ed il transetto s'innalza il tiburio. I quattro pennacchi che segnano il raccordo tra il tiburio e la struttura sottostante sono impreziositi da singole colonnine poggianti su mensole figurate che salgono sino a raggiungere le trombe coniche del tiburio, dove, su altre mensole in pietra, trovano posto sculture di scuola antelamiana raffiguranti i quattro simboli degli evangelisti. Le mensole sono a loro volta sovrastate da una curiosa decorazione a fresco con ventagli e girali. Più in alto, lungo le otto pareti del tiburio, si apre una galleria con archi ciechi (tre per ogni lato) che precede la volta a cupola segnata da otto spicchi.
Oltre lo spazio del capocroce, nell'abside che chiude longitudinalmente la navata centrale trova posto il presbiterio e l'ampio coro a pianta rettangolare, copiosamente illuminato da un rosone e da tre ampie monofore ed ornato da stalli lignei del primo Cinquecento.

#### Opere d'arte

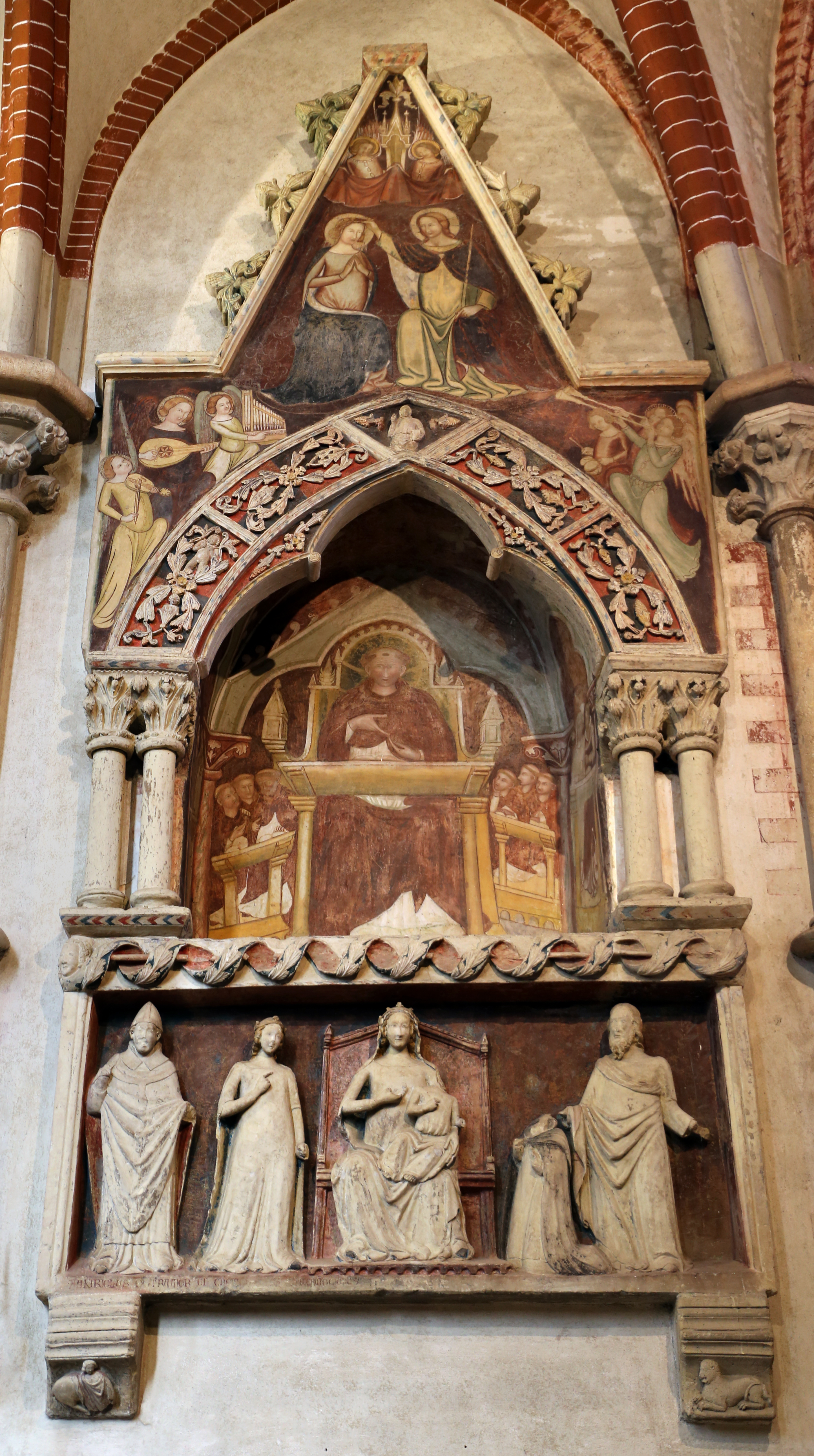
Monumento funebre dell'Abate Tommaso Gallo

La basilica si presenta al suo interno piuttosto spoglia di elementi decorativi che non siano le sottolineature cromatiche della slanciata tensione gotica degli archi e delle volte.
Tra le opere d'arte che vi sono conservate il monumento funebre a Tommaso Gallo, l'abate vittoriano proveniente da Parigi a cui il cardinale Bicchieri affidò la erigenda abbazia e che fondò a Vercelli un importante centro di riflessione teologica.
Il monumento, posto nell'ultima cappella a destra che si affaccia sul transetto, risale circa alla metà del XIV secolo. Sul fronte del sarcofago vi è un gruppo di figure in altorilievo (alcune ormai mutilate): al centro troviamo la Madonna col Bambino; alla destra il rilievo dell'abate Tommaso piamente inginocchiato e presentato alla vergine dall'apostolo Andrea; alla sinistra le figure di Santa Caterina d'Alessandria (patrona degli studi filosofici) e di Dionigi lo Pseudo Areopagita (alla cui teologia mistica Tommaso aveva dedicato specifici studi).
Sopra il sarcofago è posta un'elegante nicchia che ospita un affresco di scuola lombarda raffigurante l'abate Tommaso in cattedra; figure di Angeli musicanti circondano la ghiera della nicchia. L'autore viene convenzionalmente chiamato Maestro della tomba di Tommaso Gallo.
Nella prima cappella sul braccio sinistro del transetto è collocato un crocifisso ligneo dipinto risalente verosimilmente alla fine del XV secolo, opera forse di un artista valsesiano.

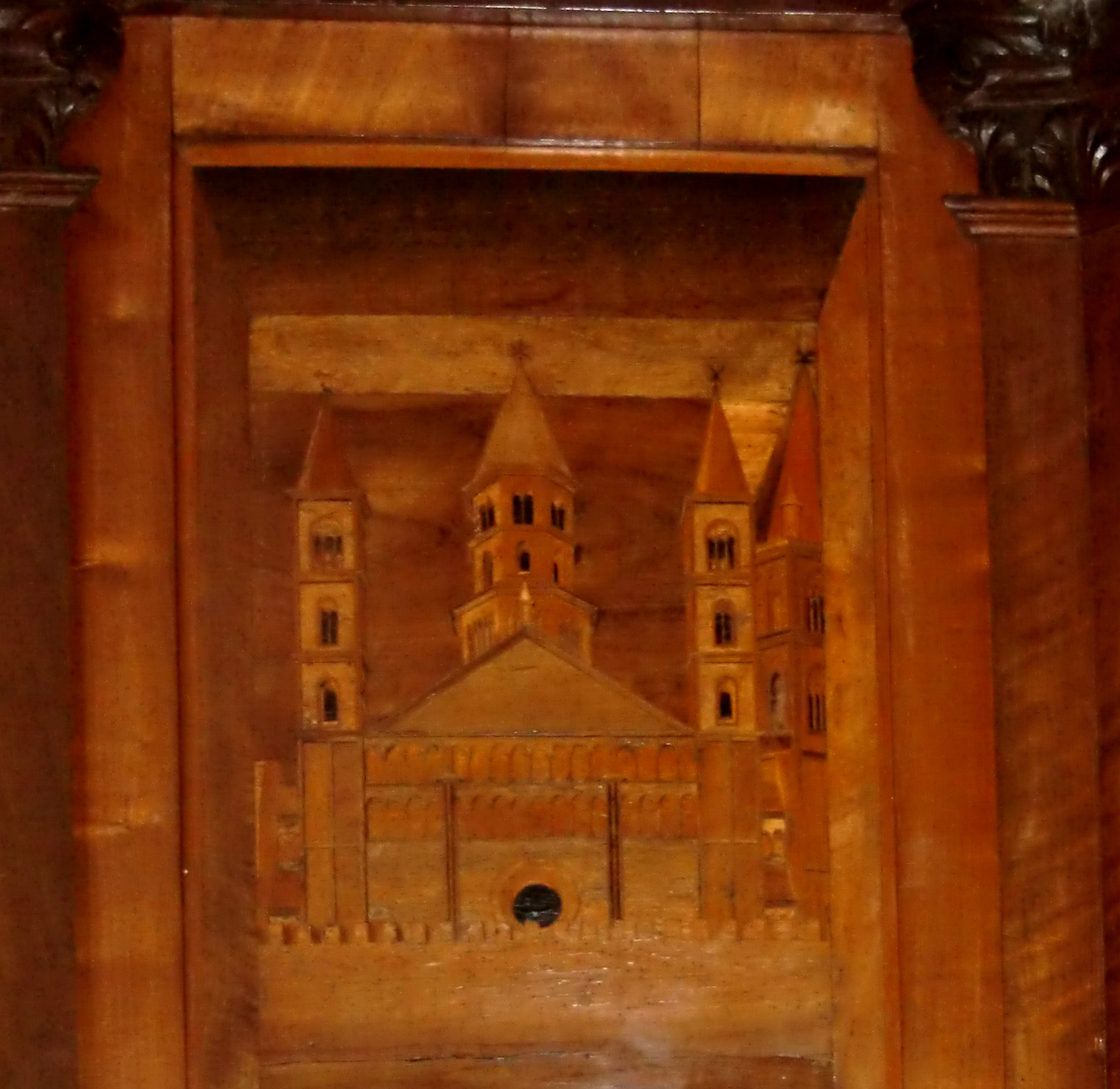
Paolo Sacca, Tarsia con la facciata della basilica, 1511 ca.

Di particolare interesse sono gli stalli lignei del coro. Si tratta di un'opera realizzata dall'ebanista cremonese Paolo Sacca a partire dal 1511. Gli stalli, danneggiati nel 1802 durante la soppressione degli ordini religiosi, vennero restaurati nel 1829 a cura dell'ebanista vercellese Ignazio Revelli
Venticinque sono le tarsie di Paolo Sacca che si sono conservate: sulla cattedra centrale del coro è posta la tarsia di Sant'Andrea; le altre ventiquattro formano un'interessante teoria di nature morte, di oggetti liturgici e di scorci di paesaggi urbani. Su una di esse trova spazio anche la rappresentazione della facciata della basilica di Sant'Andrea.
(Cfr. M. Cappellino, Il coro ligneo della basilica di S. Andrea, Vercelli, 1989, pag. 14)

#### Organo a canne
Sulla cantoria lignea in controfacciata si trova l'organo a canne, costruito nel 1839 dall'organaro bosino Luigi Maroni Biroldi.

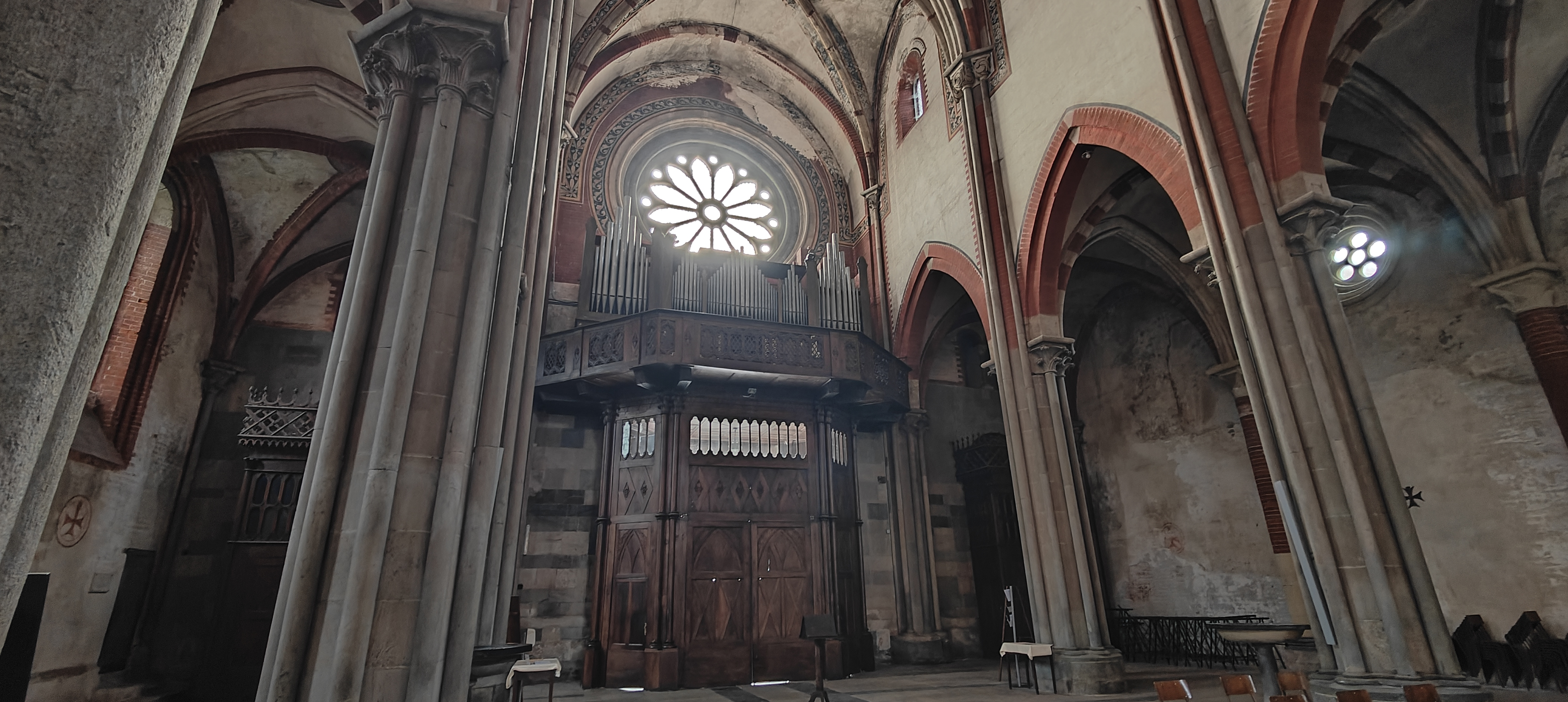
L'organo da muro distribuito in 3 corpi separati

Lo strumento, a trasmissione integralmente meccanica, ha la consolle a finestra, con due tastiere, grand'organo la seconda (61 tasti, estensione Do-Do), eco la prima (56 tasti, estensione Fa-Do) e pedaliera di 27 note non originale.

### Il chiostro

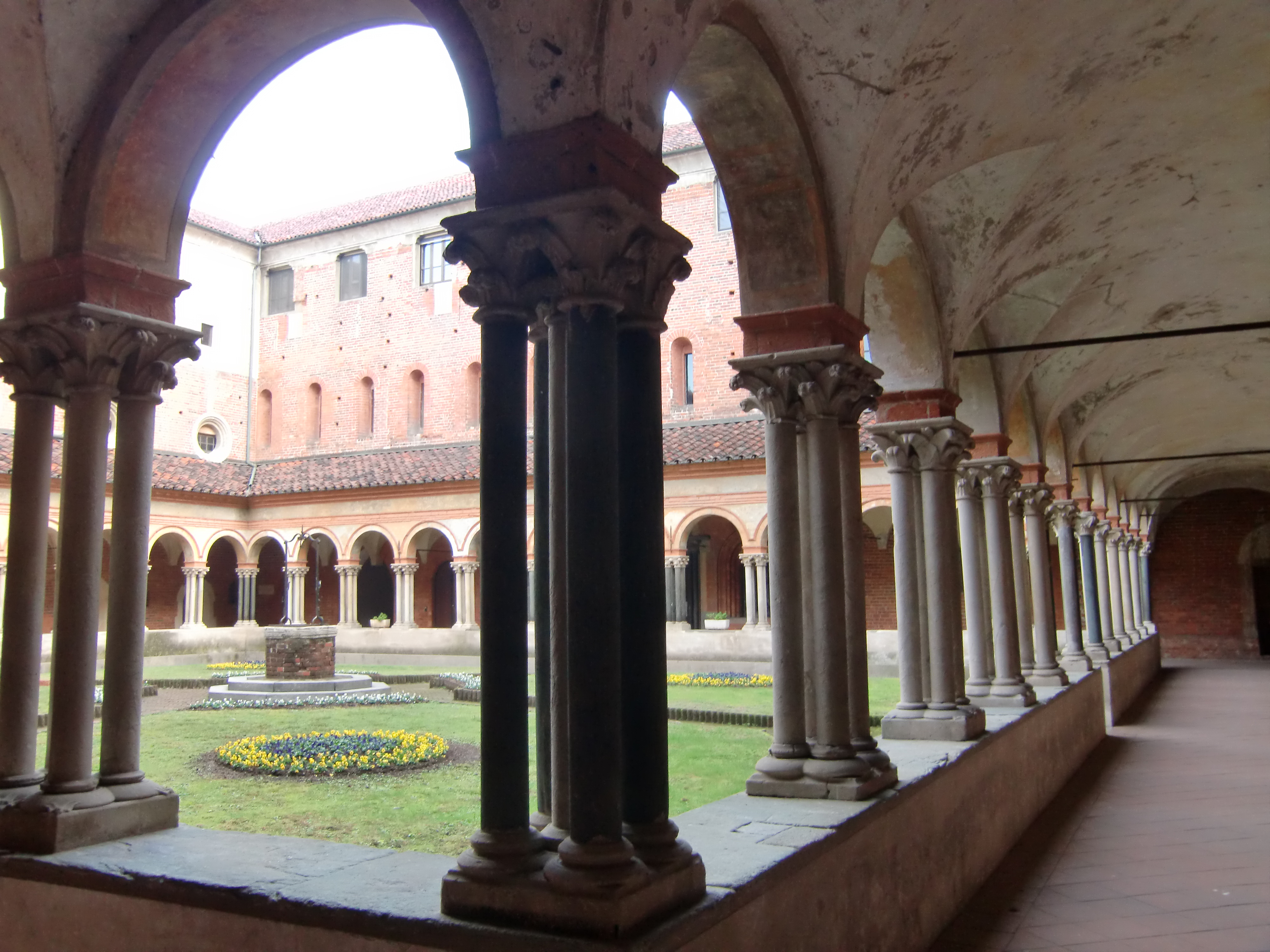
Veduta del chiostro

Sulla destra della basilica si sviluppava il monastero voluto dal Bicchieri per i monaci vittoriani. Degli antichi locali che ancora si possono ammirare si devono menzionare la splendida aula capitolare (con quattro colonne centrali che reggono i costoloni delle nove arcate della volta) e, seppur rimaneggiato, il chiostro costruito al centro dei locali del monastero.
Una ristrutturazione del chiostro è avvenuta nel corso del XVI secolo ed ha interessato la copertura dei corridoi che originariamente dovevano presentare un tetto spiovente sorretto da capriate in legno; in tale occasione si decise di riutilizzare le colonnine dell'antico chiostro. La struttura del nuovo chiostro realizzata nel XVI secolo è quella oggi visibile: è caratterizzata da archi a tutto sesto e volte a crociera sostenute dalle originarie colonnine, disposte a gruppi di quattro, che poggiano su una sola base. I capitelli sono a crochet, in coerenza con una scelta stilistica unitaria che interessa anche tutte le colonnine che decorano l'esterno della basilica. Negli intradossi degli archi sono presenti i resti di motivi decorativi affrescati, di tipo geometrico ed a grottesca.
Risalgono al XVI secolo anche le cornici in cotto che sottolineano piacevolmente gli archi che si aprono sull'ampio cortile con il pozzo.
Un recente restauro ha ripristinato il portale che mette in comunicazione il chiostro con la navata sinistra della basilica. La lunetta del portale (originariamente posta all'ingresso della sala capitolare) mostra importanti rilievi duecenteschi con l'Agnus Dei attorniato dalle figure del Battista e di San Giovanni Evangelista. Di notevole interesse, a destra del portale, è un'acquasantiera con la vasca sporgente da una mensola che regge due coppie di colonnine sormontate da un arco trilobo; al centro sopra la vasca un rilievo con motivi vegetati ed una mano che regge le croce di Cristo.
Dal chiostro è suggestiva la visione del lato sinistro della basilica, con gli oculi che illuminano la navata laterale, gli archi rampanti che salgono sulla navata centrale, le cornici in tufo intagliato ed il maestoso tiburio sormontato dalla torre campanaria.
Tra il 1875 e il 1881 il chiostro fu adibito a Museo lapidario per volere del Municipio, che così volle rendere omaggio a Luigi Bruzza, insigne autore delle "Iscrizioni Antiche Vercellesi". Il lapidario venne smantellato nel 1924 e la sua raccolta fu trasferita al Museo Leone.

## Immagini della basilica

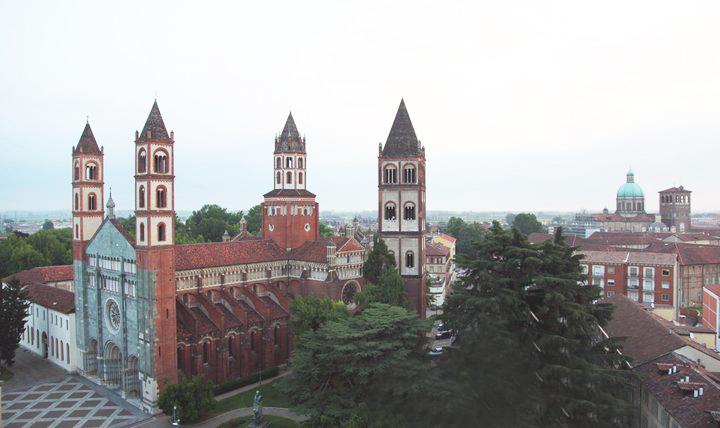
Veduta aerea
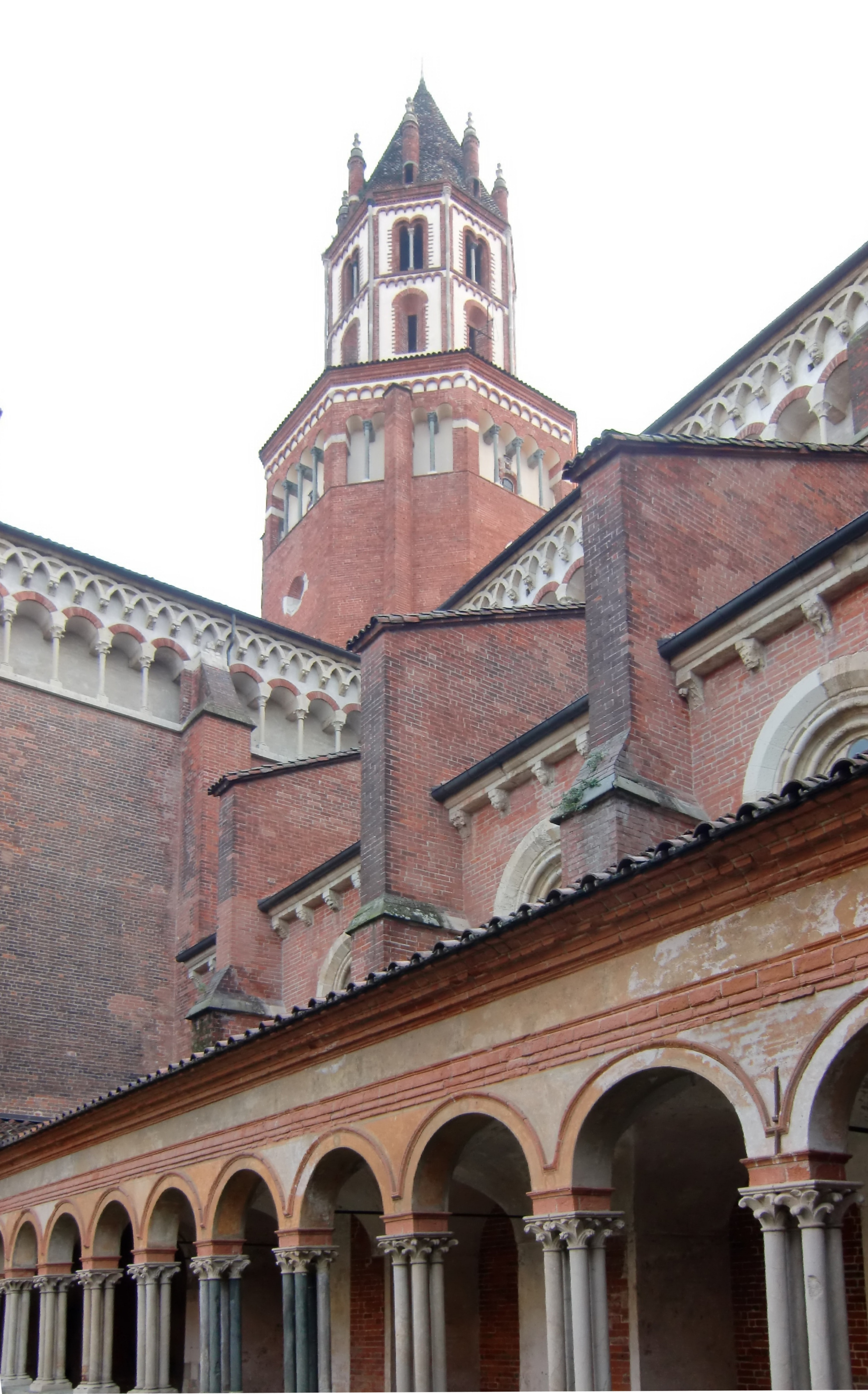
Il lato destro della basilica ed il tiburio visti dal chiostro
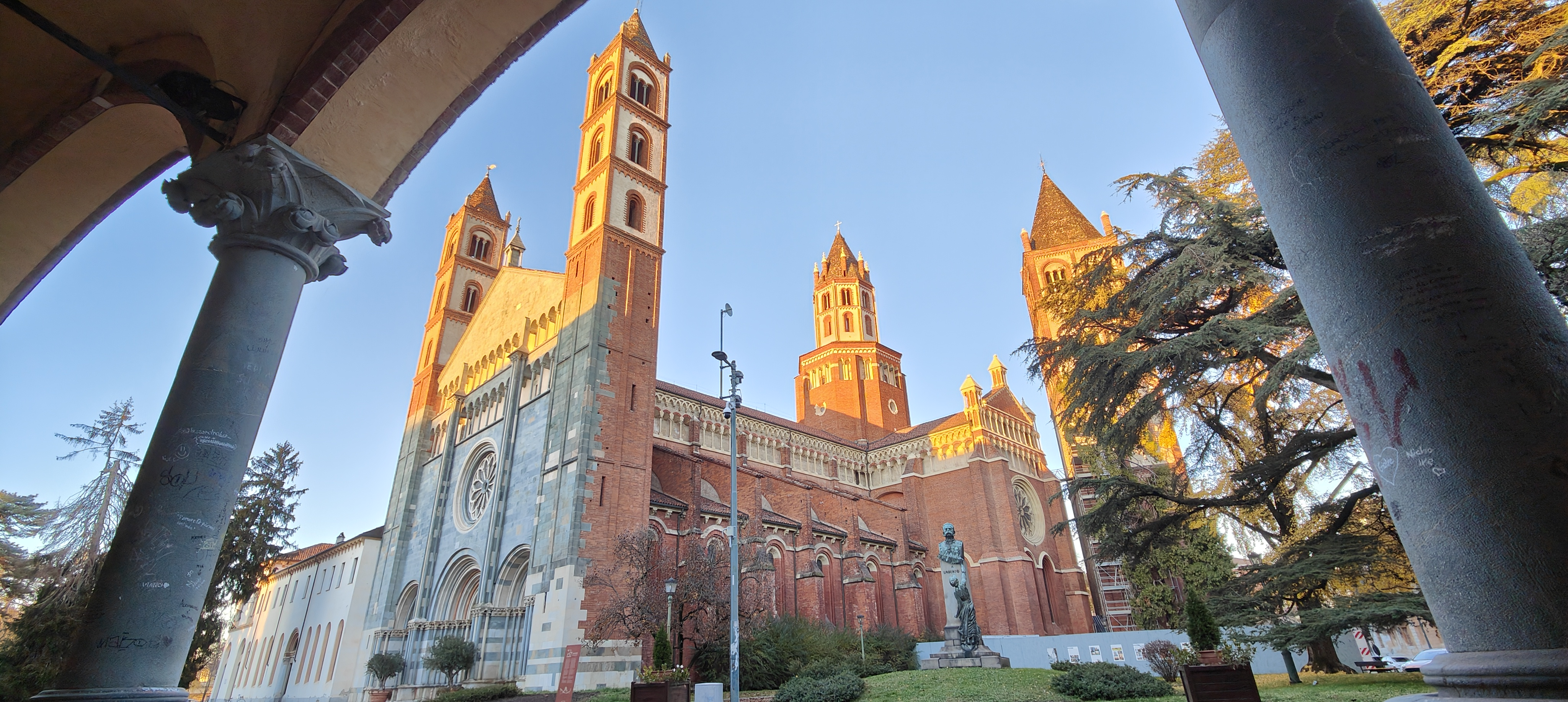
Vista del complesso dalle arcate del salone dugentesco
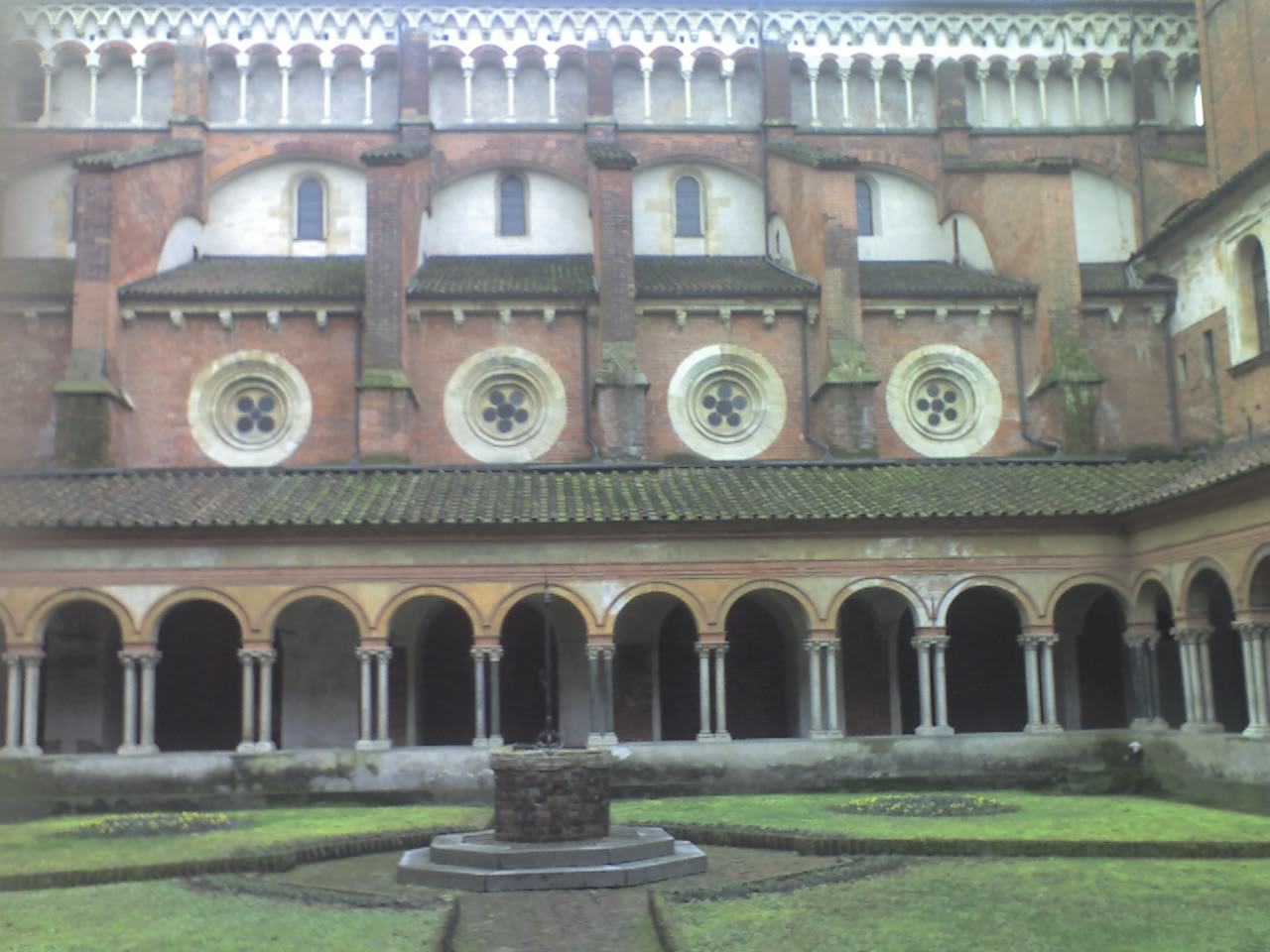
Lato destro della basilica
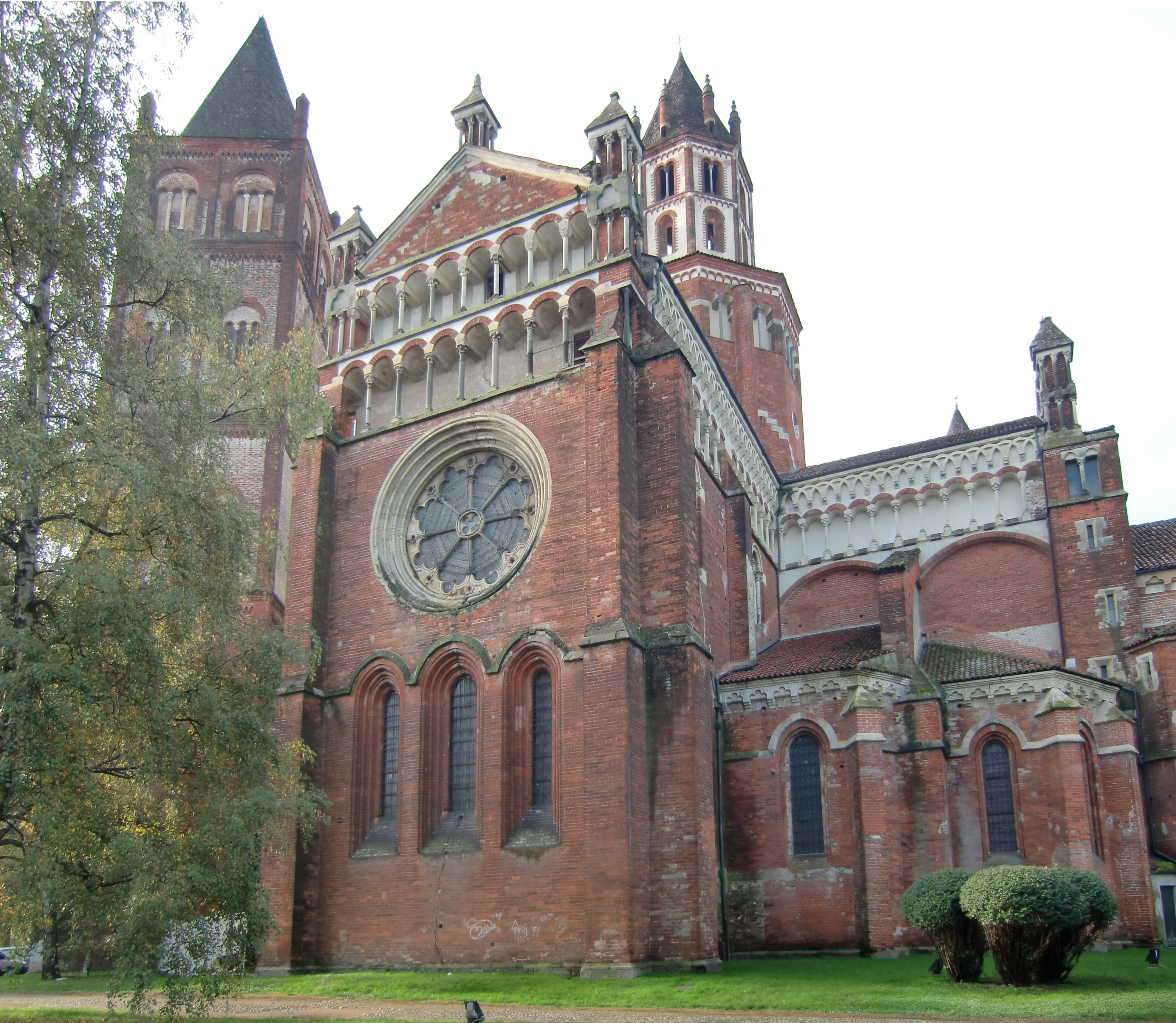
Campanile, abside e sporgenze delle cappelle absidate del transetto
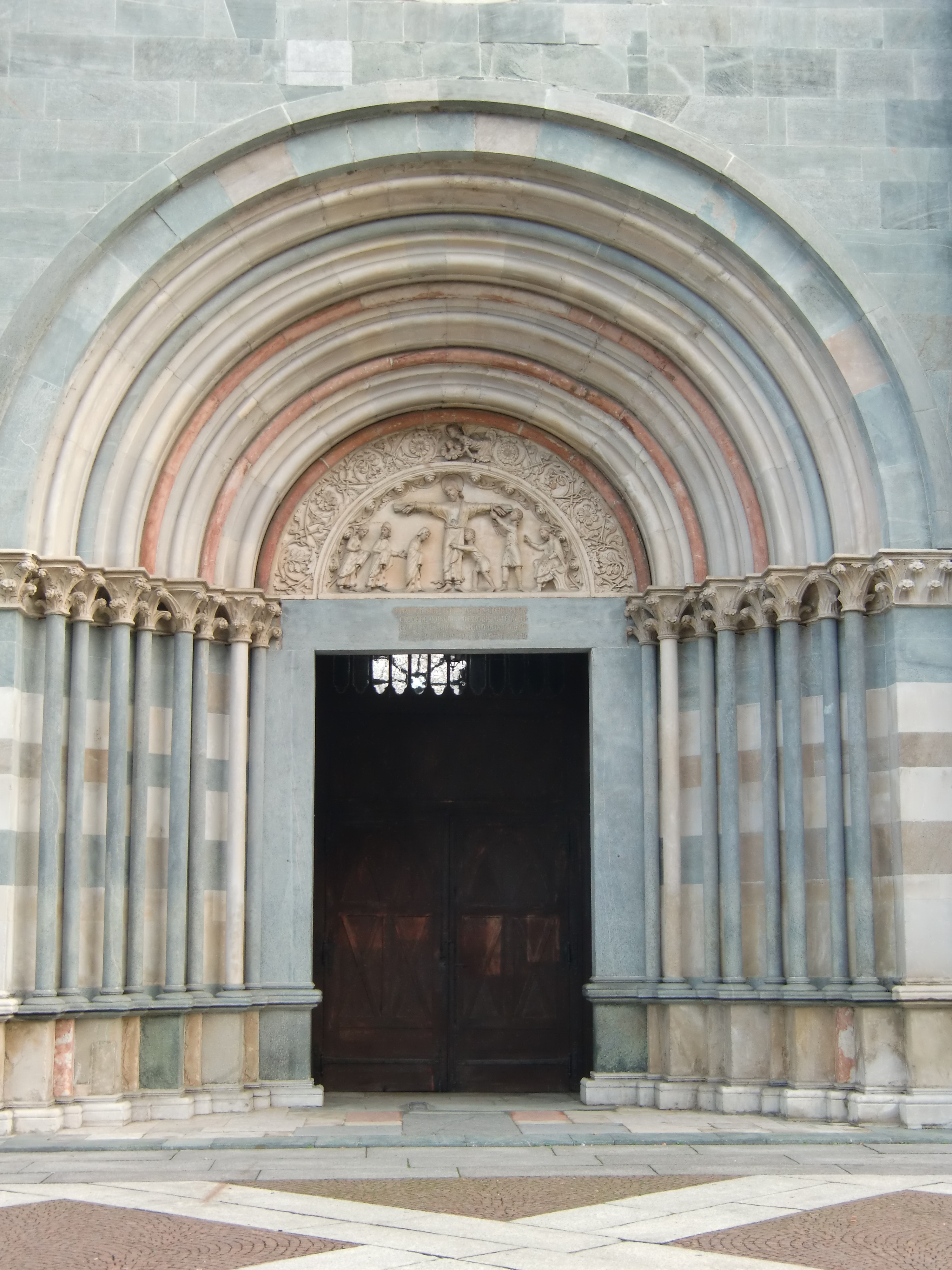
Il portale centrale
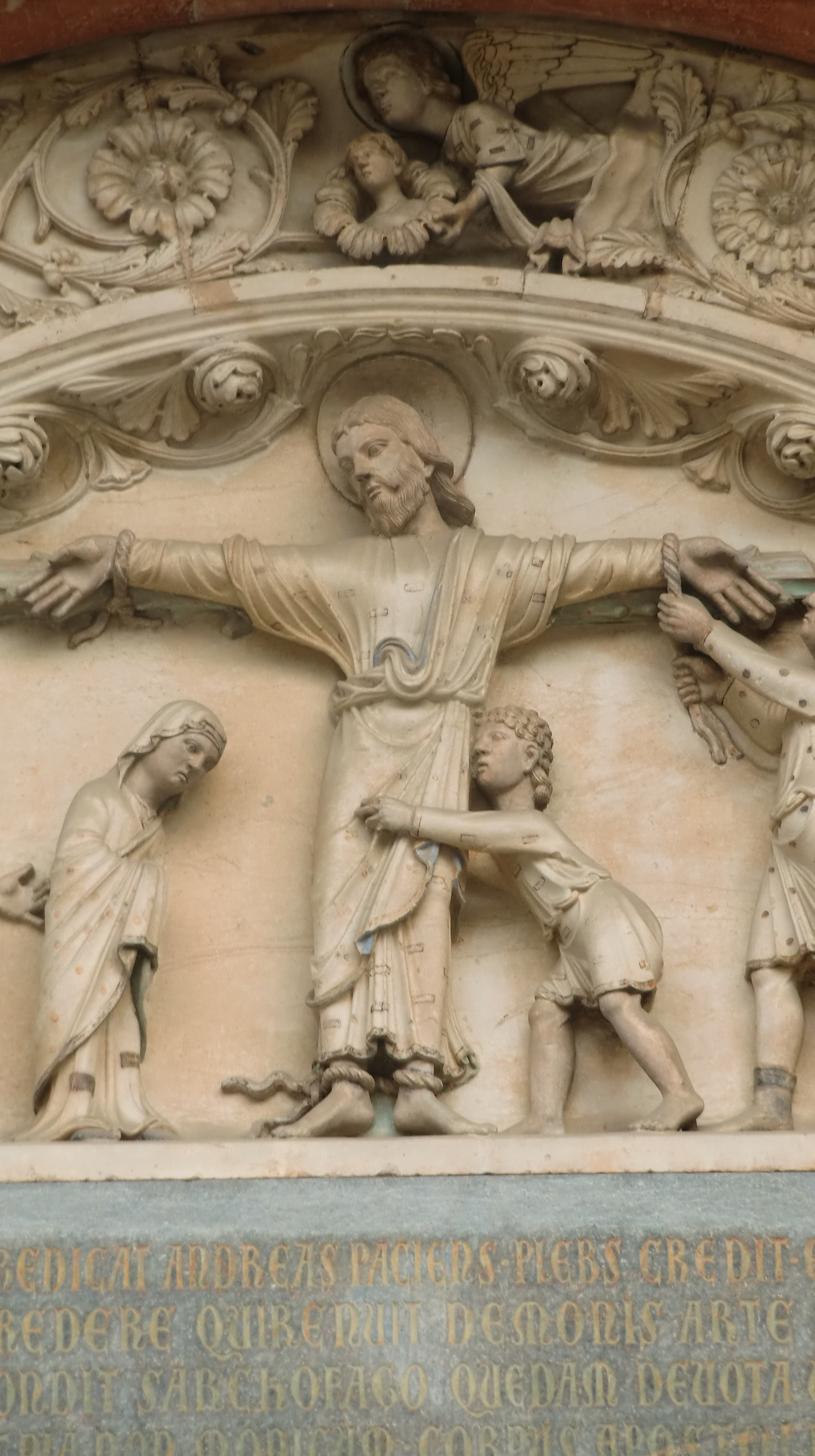
Particolare della lunetta del portale centrale
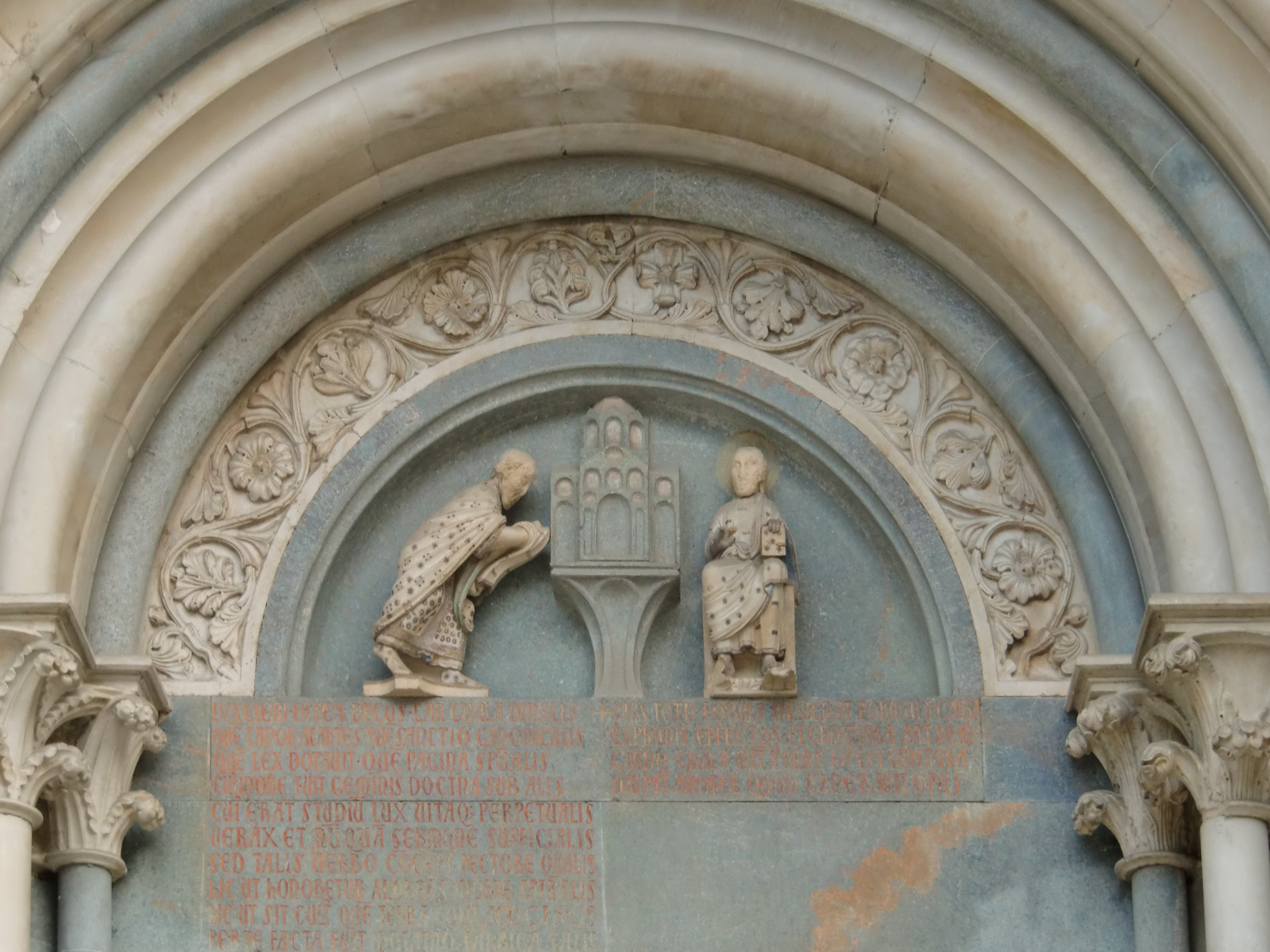
Lunetta del portale di destra,  Il cardinale Bicchieri offre la chiesa a Sant'Andrea
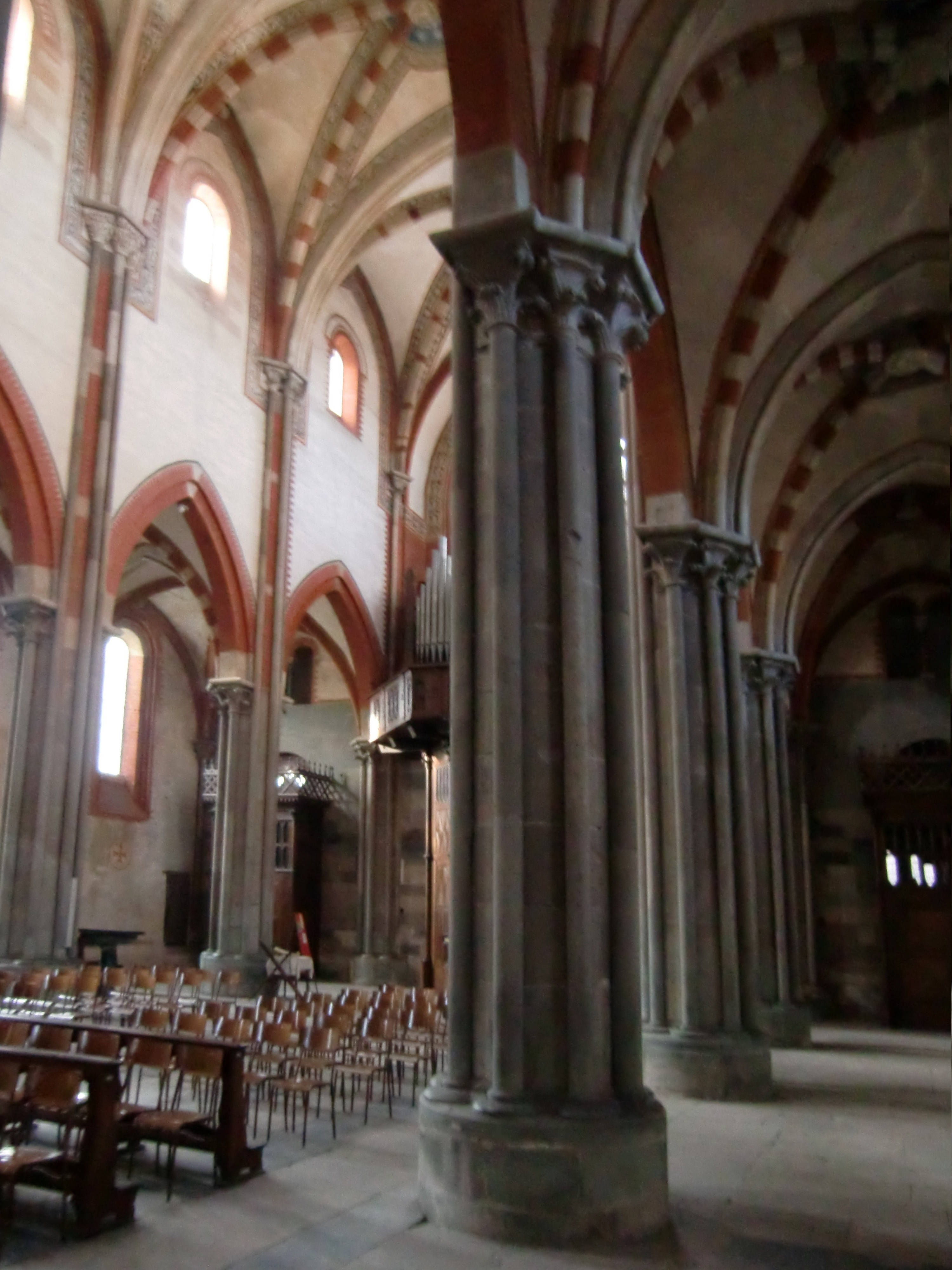
Interno della basilica: pilastri a fascio
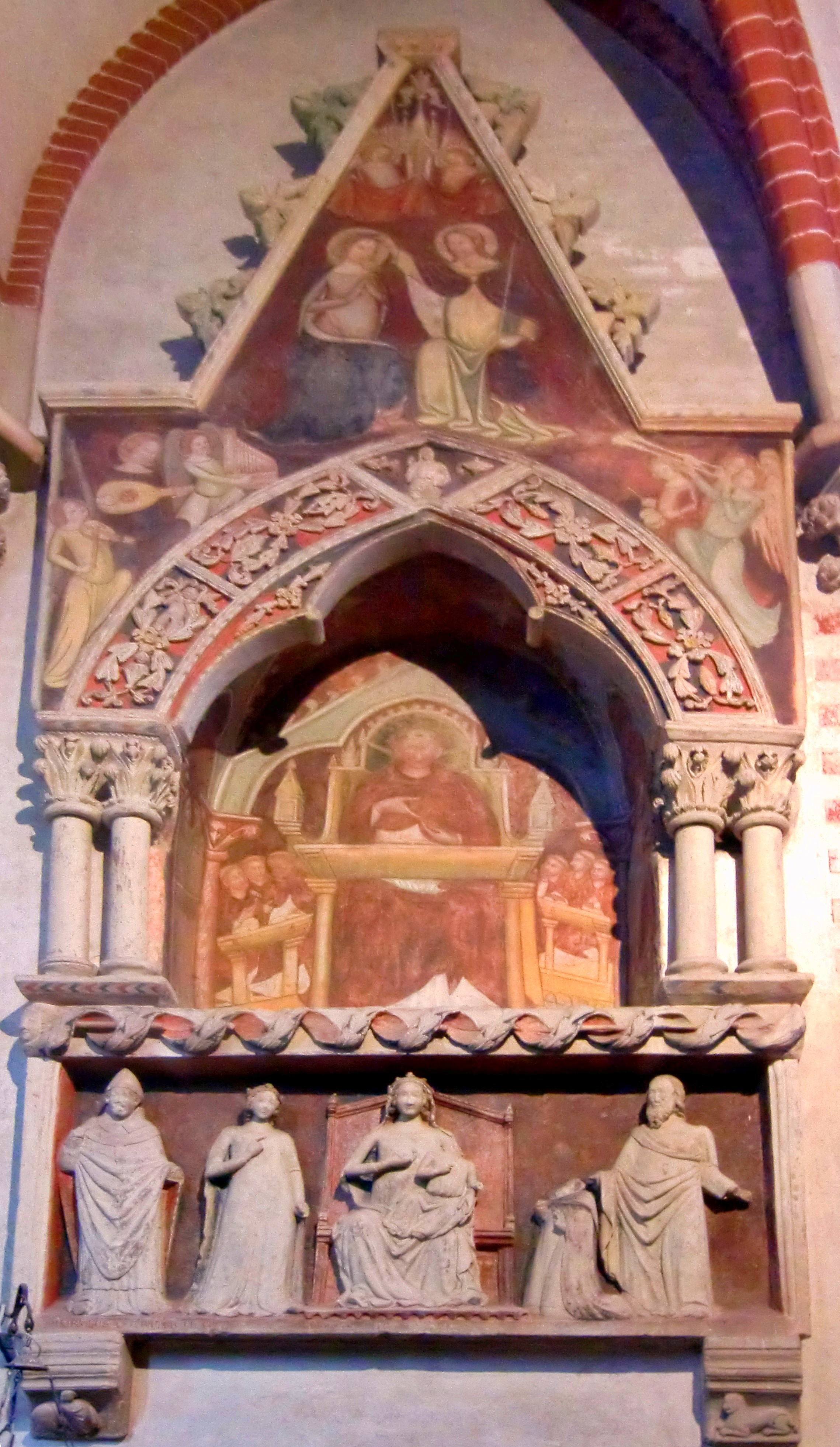
Tomba dell'abate Tommaso Gallo
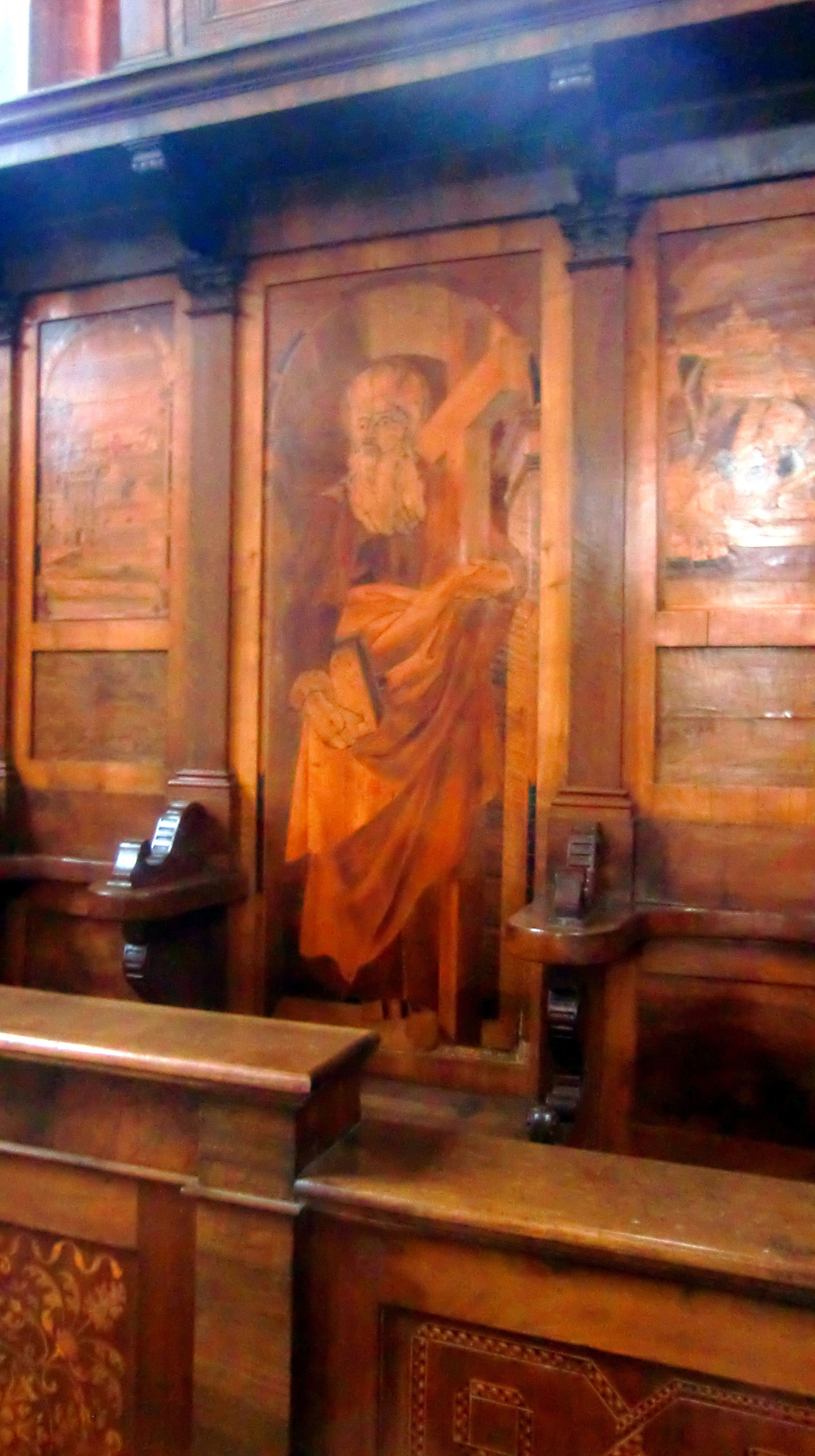
Cattedra centrale del coro: tarsia di Paolo Sacca, ca 1511
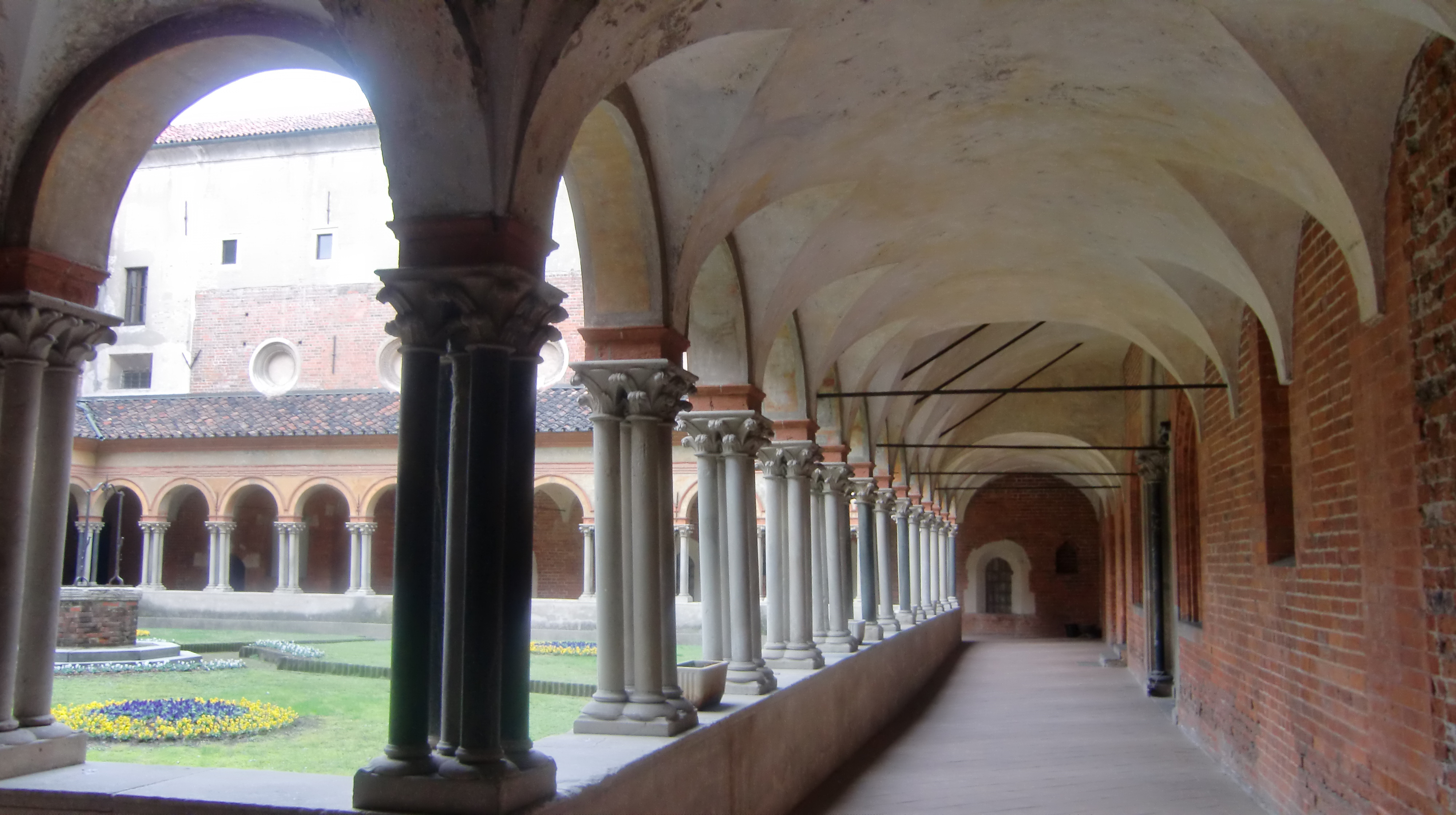
Veduta del chiostro
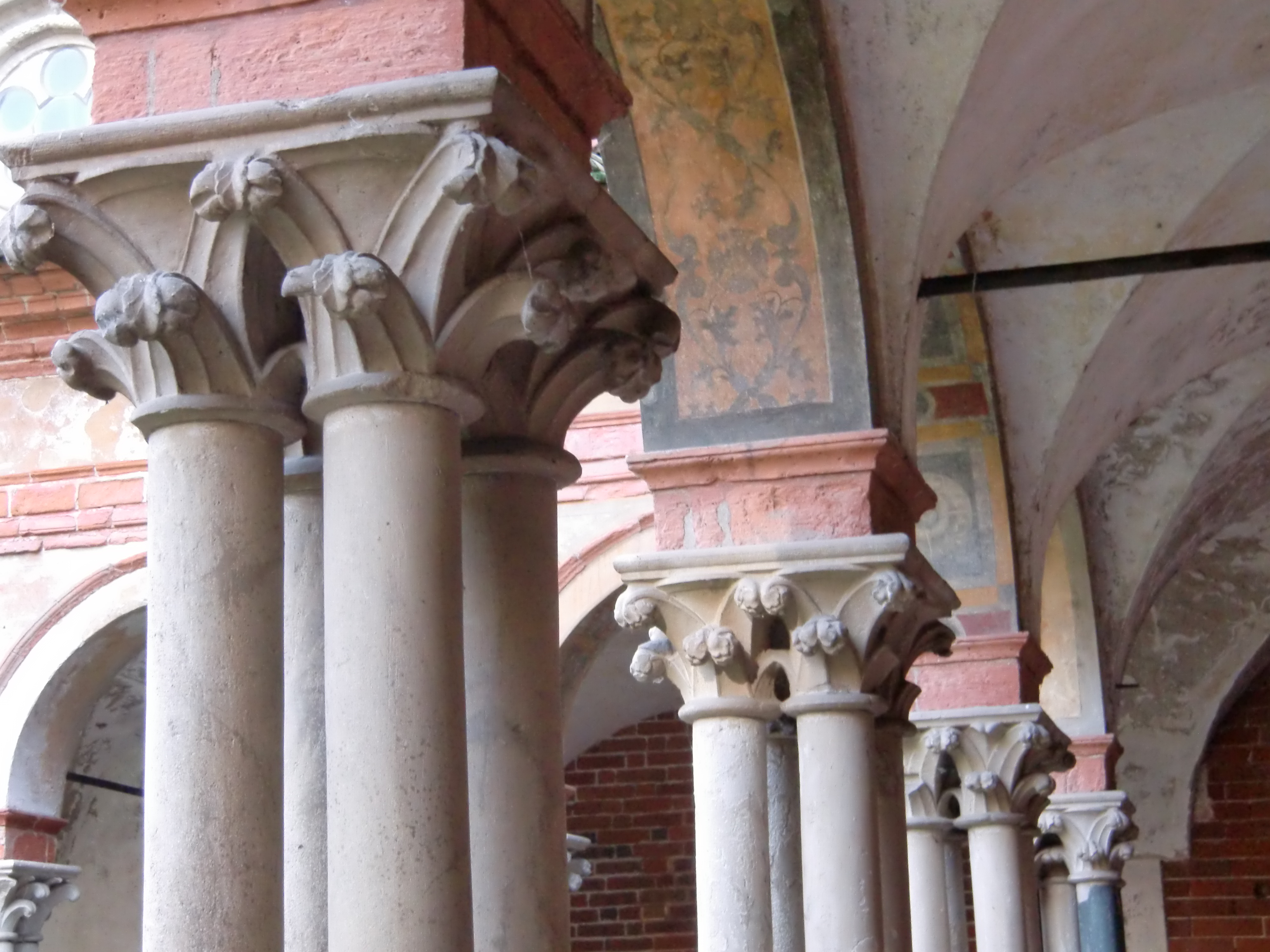
Chiostro, capitelli a crochet
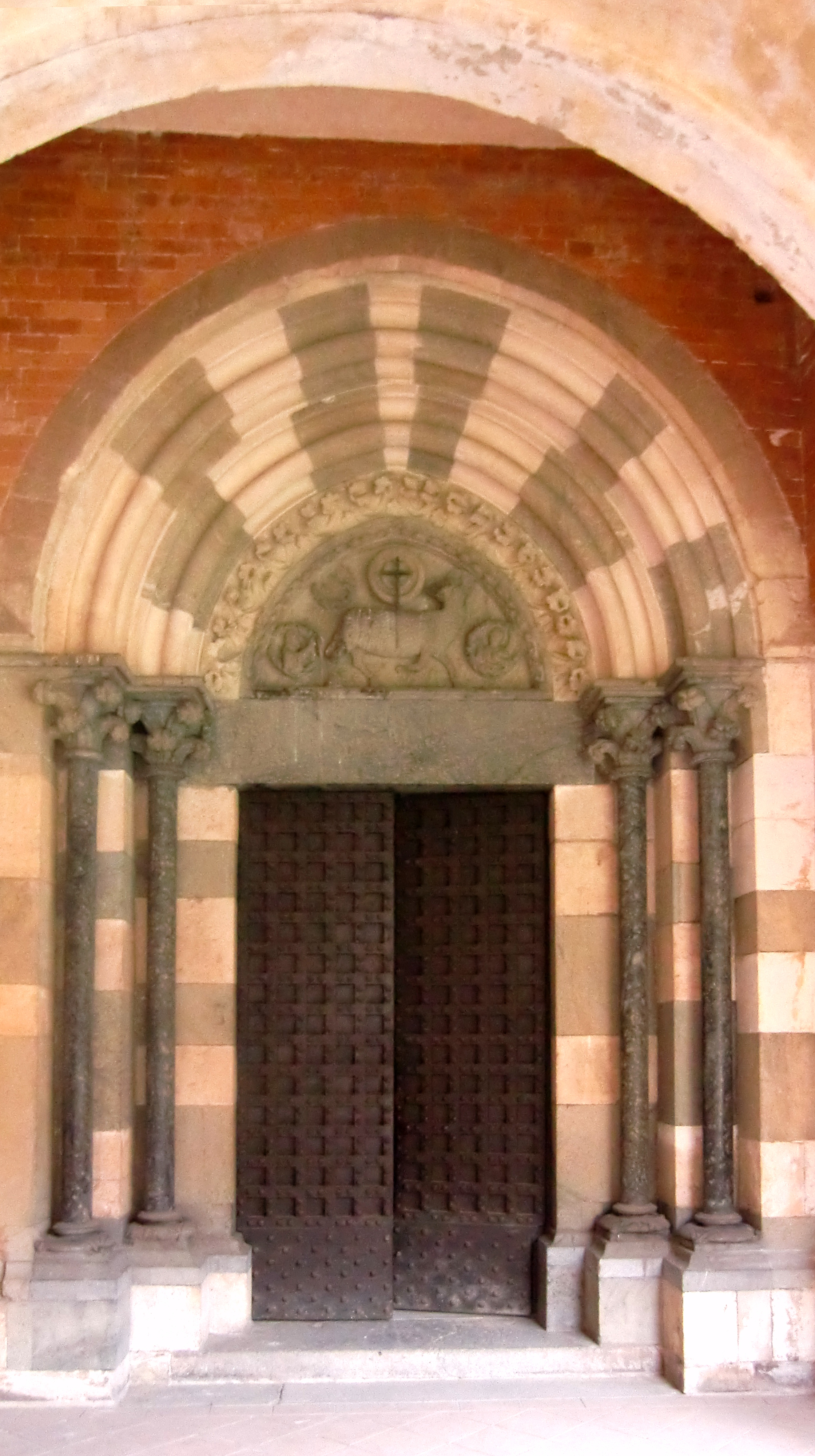
Portale che collega il chiostro alla chiesa
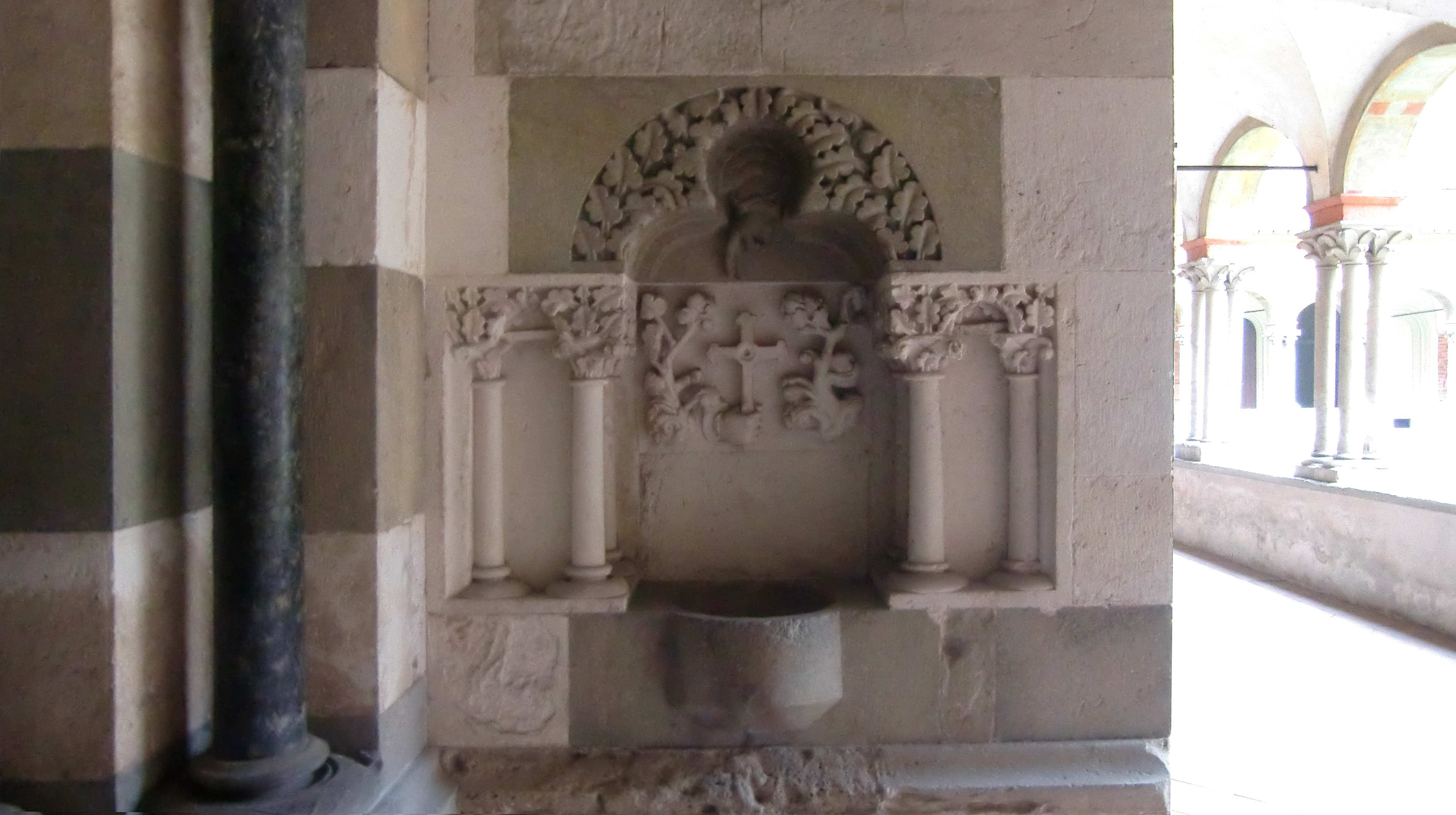
Acquasantiera posta nel chiostro